# Žerotínové
Žerotínové (dříve ve staré češtině též Zierotinové) byli moravský šlechtický rod. Připomínají se již ve 13. století, panského stavu dosáhli v roce 1478, kdy již vlastnili značný majetek na Moravě. Během 16. století pronikli Žerotínové mezi nejvýznamnější rodiny Moravského markrabství a v několika větvích nechali postavit řadu hodnotných renesančních zámků (Moravská Třebová, Přerov, Náměšť nad Oslavou, Břeclav, Dřevohostice, Hustopeče nad Bečvou, Ruda nad Moravou). Ze žerotínských renesančních sídel jsou dodnes nejvýznamnější Velké Losiny. Na přelomu 16. a 17. století ze široce rozvětveného rodu vynikli dva významní představitelé stavovské opozice, Karel starší ze Žerotína a Ladislav Velen ze Žerotína, oba zastávali funkci moravského zemského hejtmana. Většina Žerotínů po bitvě na Bílé hoře ztratila svůj majetek v konfiskacích. Do pobělohorského období přetrvaly tři rodové linie, meziříčská (vymřela po meči r. 1692), falkenberská (vymřela po meči r. 1779) a losinsko-vízmberská. S Žerotíny na Velkých Losinách jsou spojeny čarodějnické procesy na Šumpersku koncem 17. století. V této linii získal rod hraběcí titul (1706) a až do 20. století sídlil na nejstarším rodovém sídle v Bludově. Posledním významným představitelem rodu byl Karel Emanuel ze Žerotína (1850–1934), místodržitel na Moravě v letech 1900–1906. Jeho prasynovcem Ladislavem rod v roce 1985 vymřel po meči. 

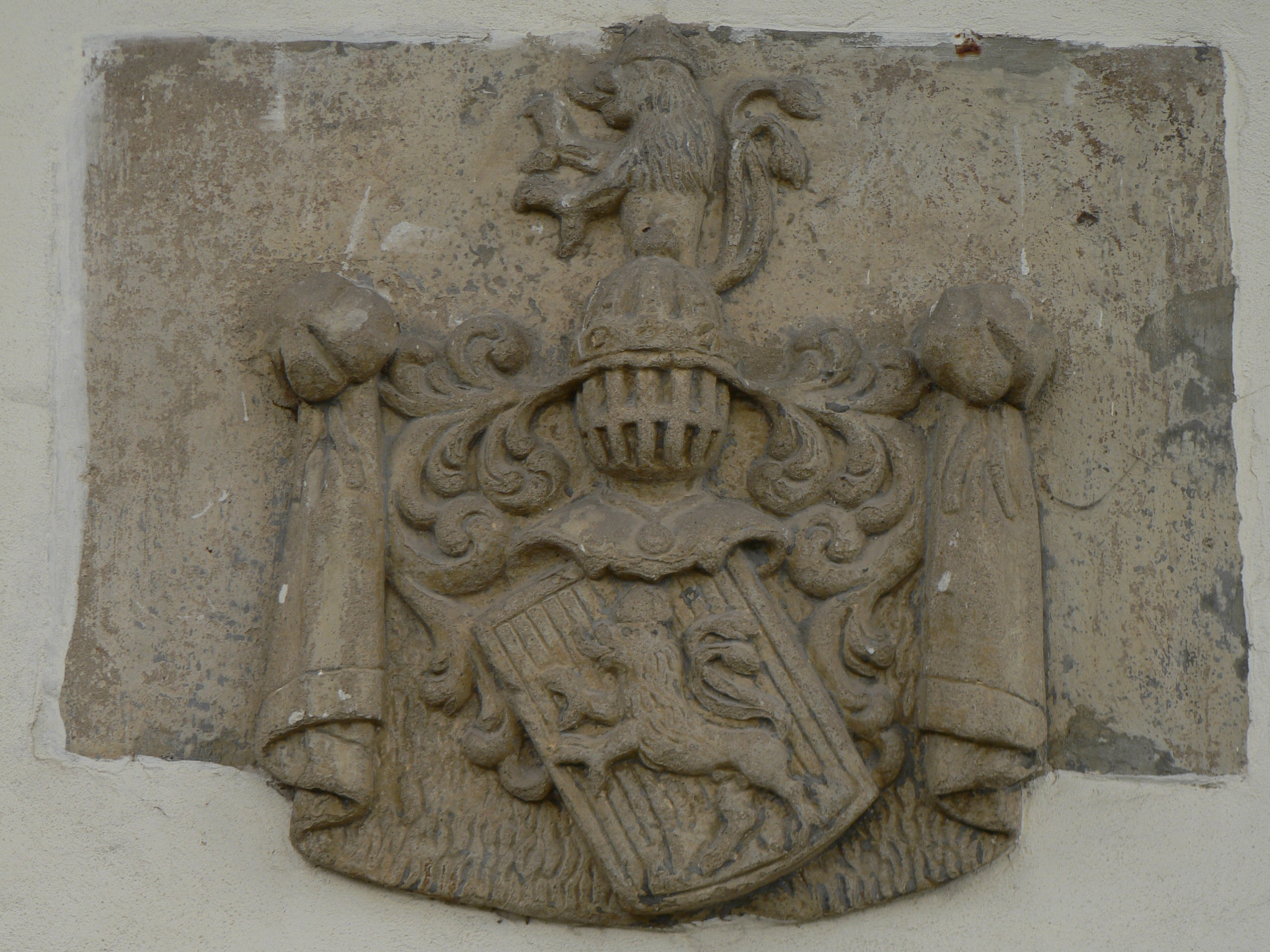
Erb Žerotínů na rodové hrobce v Bludově.

## Nejstarší dějiny rodu

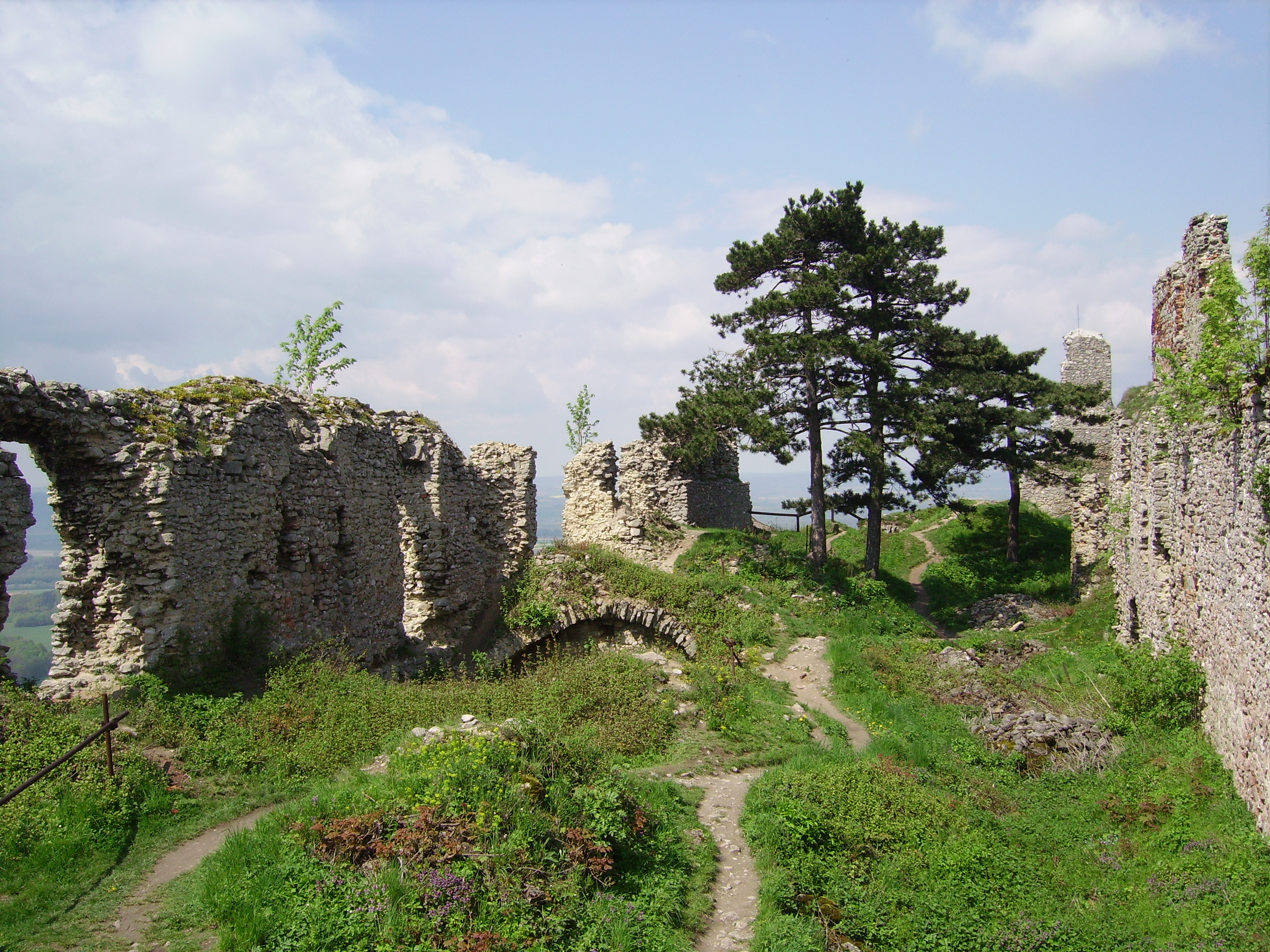
Hrad Starý Jičín, jedno z hlavních rodových sídel 1500–1622

Původem stará moravská vladycká rodina byla roku 1478 povýšena do panského stavu a v roce 1706 císařem Josefem I. do říšského hraběcího stavu (pro země Koruny české potvrzen 1712). Jejich původ je odvozován od Bluda, který je k roku 1213 zmiňován coby markraběcí kastelán v Přerově. Bludův stejnojmenný vnuk, kastelán v Přerově a v Olomouci, dal patrně někdy po roce 1250 zbudovat hrad Bludov u Šumperka, v jehož blízkosti vyrostla také stejnojmenná ves. Tuto vesnici a zdejší panství Žerotínové několikrát ztratili, ale vždy ji znovu získali do svého vlastnictví, a zdejší zámek zůstal sídlem rodu až do 20. století. 
Predikát „ze Žerotína“ (někdy uváděný též jako „z Žerotína“) pak připomíná ves Žerotín u Šternberka, kterou Bludovo potomstvo získalo patrně na sklonku 13. století; zřejmě poprvé se podle Žerotína psal Viktor, jinak řečený ze Sukolomi, v roce 1329. Vesnice se v majetku rodu nacházela až do druhé poloviny 15. století, kdy byla Bernardem ze Žerotína směněna s proboštem šternberského augustiniánského kláštera za vesnice Roštění, Vítonice, Všetuly a pusté Kladeruby poblíž Kroměříže, což bylo do zemských desek zapsáno v roce 1480.
Zakladatelem majetkového a společenského vzestupu Žerotínů byl Jan starší (cca 1435–1499), Bernardův bratr, který byl přívržencem Jiřího z Poděbrad. V roce 1479 byl přijat do panského stavu, poté byl nejvyšším moravským sudím (1480–1482). Získal panství Šumperk a Fulnek, pohřben je ve svém dalším sídle ve Strážnici na jižní Moravě. Krátce před smrtí koupil také Nový a Starý Jičín. Součástí šumperského panství byly mimo jiné Velké Losiny, které na rozdíl od jiných statků zůstaly jedním z hlavních sídel jeho potomků až do počátku 19. století. Potomci Jana staršího v různých obdobích drželi na severní a jižní Moravě další statky. V generaci jeho vnuků došlo ke sporu o dědictví, v němž Jan mladší zabil v souboji svého staršího bratra Zikmunda a byl poté uvězněn. Po propuštění se ujal majetku. Město Šumperk se v té době vykoupilo z poddanství, takže Jan mladší přenesl své sídlo do Velkých Losin, kde nechal vystavět honosný renesanční zámek. K sourozeneckým sporům o majetek došlo také v linii Janova dalšího syna Petra staršího († 1530), jehož synové Bedřich a Vilém se soudili o své podíly na Starém Jičíně.
Bernard ze Žerotína, bratr Jana staršího, byl zakladatelem linie označované později jako napajedelská (panství Napajedla bylo majetkem rodu v letech 1527–1583). Z jejího potomstva vynikl o sto let později Bedřich ze Žerotína (†1598), který ve službách Habsburků působil jako voják a diplomat, nakonec byl v letech 1594–1598 moravským zemským hejtmanem. Kromě zděděných Napajedel koupil na jižní Moravě Židlochovice. Dalším významným přínosem do rodového majetku bylo panství Přerov (1596). Bedřichův bratr Jan Jetřich (†1595) se přiženil do bohaté české rodiny Trčků z Lípy, sňatkem získal Smiřice a později koupil Heřmanův Městec ve východních Čechách. Byl radou komorního soudu a hejtmanem chrudimského kraje.  

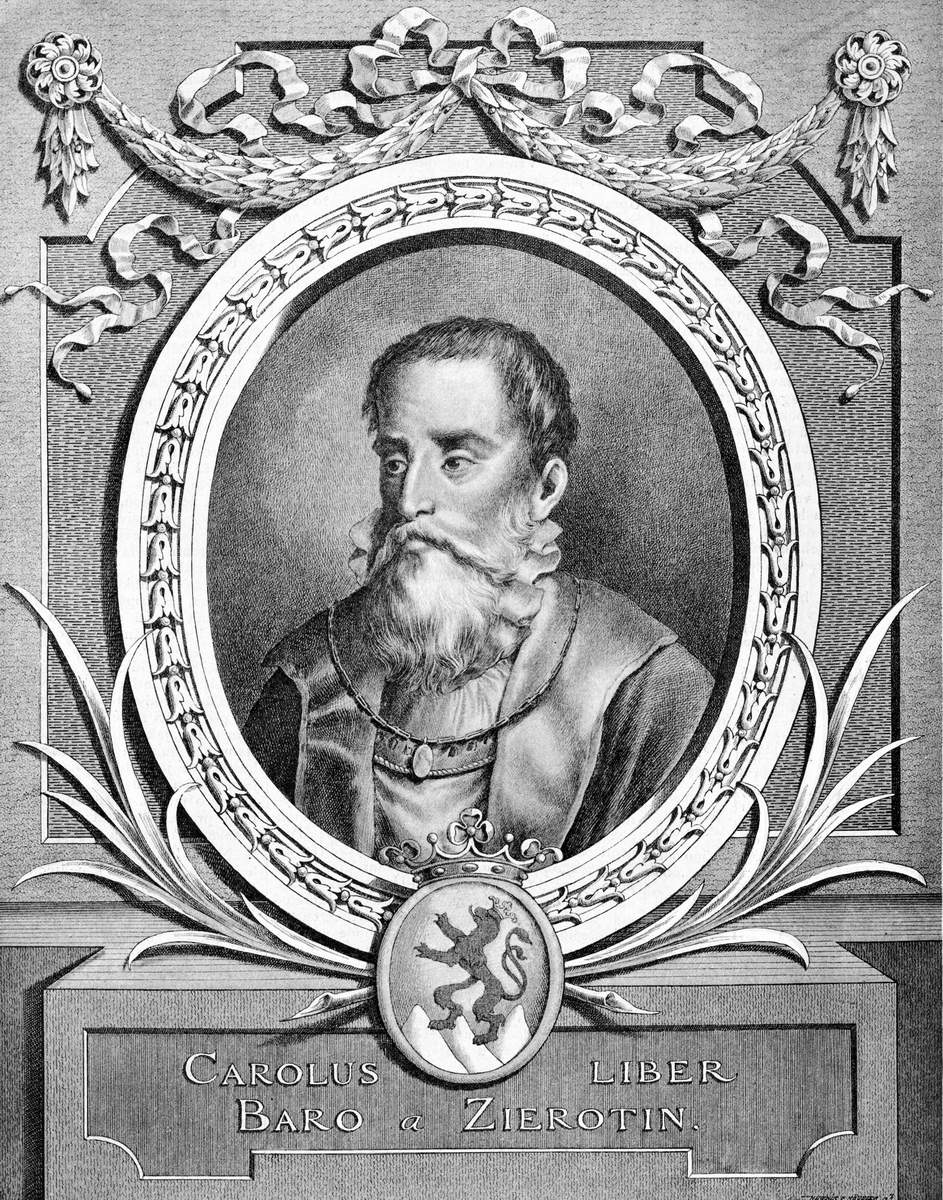
Karel starší ze Žerotína (1564–1636)

Také další Žerotínové se mezitím usadili i v Čechách. Polní maršál Karel († 1560), původně sídlící na Fulneku, sloužil Habsburkům jako voják a později také hejtman v Hlohově. Za zásluhy obdržel jako zástavní majetek panství Kolín s 18 vesnicemi, byl roku 1547 povýšen na polního maršála a roku 1537 byli jeho zásluhou Žerotínové ustanoveni do  dvorského úřadu dědičného komorníka královského dvora na Moravě. Jeho syn Kašpar Melichar (1556–1632) nechal přestavět kolínský zámek, protože měl ale četné spory s kolínskými měšťany, císař Rudolf II. vykoupil panství zpět do majetku královské komory. V sousedství Kolína pak Kašpar Melichar koupil panství Nové Dvory, kde nechal postavit nový renesanční zámek. V generaci jeho potomstva přišli Žerotínové o jihomoravské panství Strážnice během pobělohorských konfiskací. V Čechách se usadil také Jan, zvaný opět starší († 1583), který původně zdědil Nový Jičín a Štramberk, byl též majitelem panství Branná, které v roce 1582 s rozestavěným zámkem prodal Bruntálským z Vrbna. Mezitím ve složitém dědickém řízení obdržel Náměšť nad Oslavou. Na náměšťském panství podporoval Jednotu bratrskou a z tiskárny v Kralicích nad Oslavou vyšla významná literární památka Bible kralická. Jan starší ze Žerotína mimo jiné zdědil po matce panství Brandýs nad Orlicí s 21 vesnicemi ve východních Čechách. Brandýs si oblíbil a na zdejším zámku se také narodil nejslavnější člen rodu Karel starší ze Žerotína (1564–1636). Karel starší patřil ke vzdělaným osobnostem renesanční Moravy a nakonec se stal nejvýznamnějším představitelem rodu. Stejně jako otec byl předním stoupencem Jednoty bratrské, proslul jako spisovatel, vedl také čilou korespondenci s renesančními humanisty v celé Evropě. Angažoval se i politicky a v letech 1608–1615 byl moravským zemským hejtmanem. Jeho autorita se projevila především během stavovského povstání, kdy se mu zpočátku dařilo zabránit moravským velmožům připojit se k českým vzbouřencům. Svými umírněnými postoji získal Karel starší ze Žerotína respekt i u císařského dvora a ač byl nekatolíkem a představitelem stavovské opozice, byl uchráněn od sankcí po Bílé hoře. Po vydání Obnoveného zřízení zemského se nakonec rozhodl odejít do zahraničního exilu, bylo mu ale umožněno za výhodných podmínek prodat své statky. I později se ale do Čech a na Moravu a vracel a nakonec zemřel v Přerově. Předákem protihabsburské opozice během stavovského povstání byl i Karlův bratranec Ladislav Velen ze Žerotína (1579–1638), který byl v letech 1619–1621 moravským zemským hejtmanem. Na rozdíl od Karla staršího mu chyběly diplomatické schopnosti, proslul jako radikál s minimálními sklony ke kompromisům. Po porážce stavovského povstání uprchl do exilu, odkud finančně i vojensky pokračoval v boji proti Habsburkům. V pobělohorských konfiskacích přišel o všechen majetek na Moravě a zemřel v Poznani. 

### Bájný původ rodu

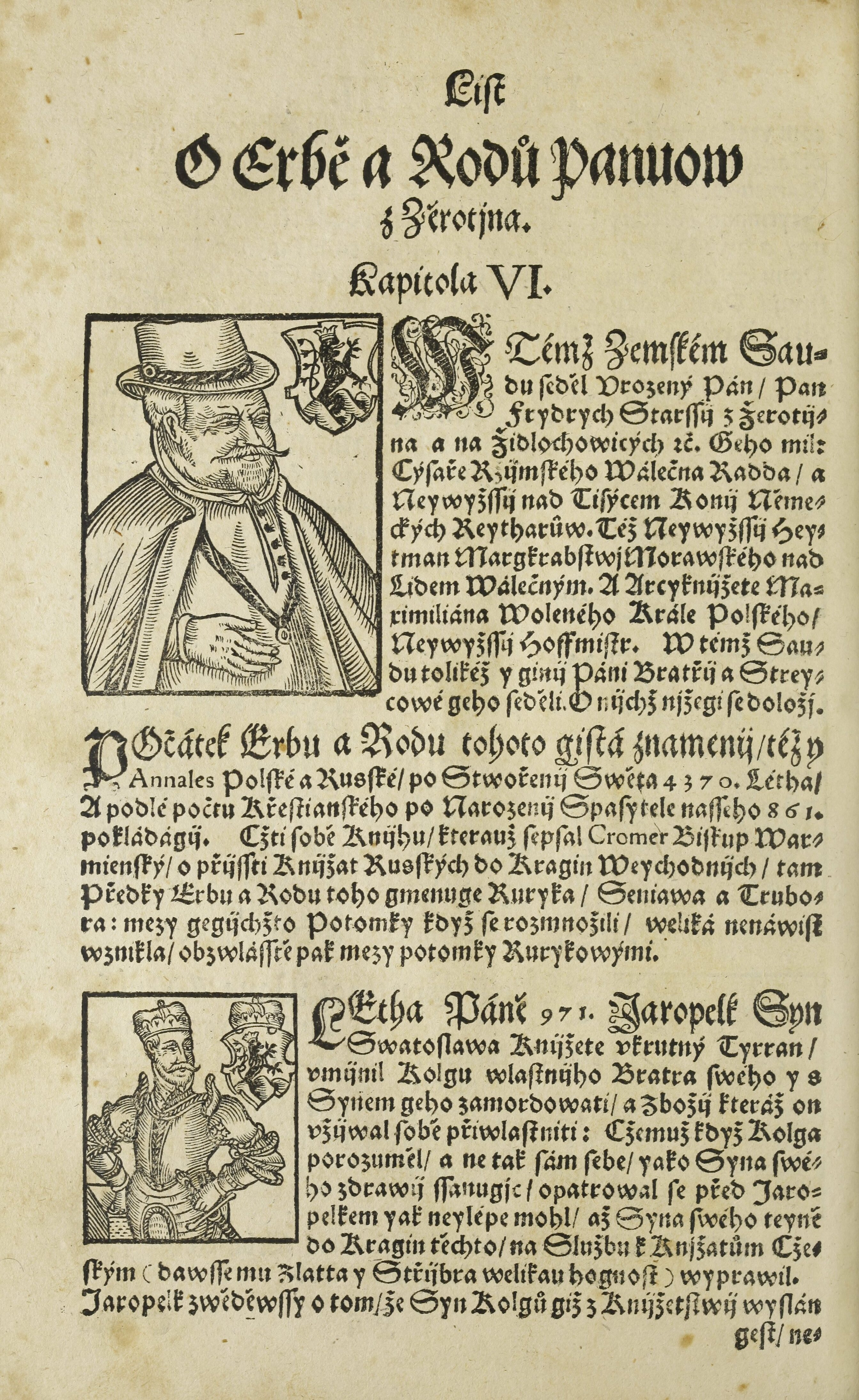
Kapitola, věnovaná Žerotínům, na stránkách Paprockého Zrcadla slavného Markrabství moravského (1593)

Podle moravského humanistického autora polského původu Bartoloměje Paprockého z Hlohol († 1614) pocházeli nejstarší předkové rodu Žerotínů z Kyjevské Rusi. Ve svém Zrcadle slavného Markrabství moravského (1593) podává Paprocký příběh Olega, člena rozvětveného rodu Rurikovců, jenž byl na Rusi zavražděn, ale jeho nejmenovanému synovi se podařilo uprchnout na Moravu, kde se posléze usadil a z jeho potomstva měli později vzejít také Žerotínové. Dle Paprockého výkladu byla v rodině po generace uchovávána listina, která byla údajně Olegem předána synovi krátce před útěkem; sám Paprocký však dokument nespatřil, neboť ten měl být za dramatických okolností ztracen někdy v polovině 16. století. 
V průběhu 17. století navázali na Paprockého genealogické konstrukce jezuitští historikové Georgius Crugerius († 1671), Bohuslav Balbín († 1688) a zejména Dominik Calin de Marienberg († 1683), jenž nedlouho před svou smrtí v roce 1683 vydal tiskem latinské dílo Virtus Leonina. Zde Calin pojednal o dějinách a genealogii rodu, představil jednotlivé větve a přinesl informace o významných žerotínských předcích. Ovlivněn rukopisnou prací Crugeria však na rozdíl od Paprockého za předka Žerotínů nepokládal Olega, ale jeho bratra Vladimíra, kyjevského velkoknížete v letech 980–1015, který kolem roku 988 přijal křesťanství a po své smrti byl prohlášen za svatého. Vladimír měl pak se svou chotí Annou Porfyrogennétou, dcerou byzantského císaře Romana II., zplodit syna Izjaslava, jehož historickými prameny nedoložený syn Jaroslav údajně v roce 1051 uprchnul do Polska, odkud se jeho potomci dostali na Moravu a položili základy rodu Žerotínů. Mezi tohoto Jaroslava a Jana staršího ze Žerotína (†1499) pak Calin vložil několik desítek zcela vyfabulovaných jmen, z nichž utvořil jednotlivé generace žerotínských předků a příbuzných.
Bájný původ od rurikovských vládců a byzantských císařů se stal oblíbeným především v pobělohorském období, kdy posloužil jako jeden z argumentů pro udělení hraběcího titulu v roce 1706. Povědomí o východních kořenech pak posilovaly genealogické nástěnné mapy, které jsou od sklonku 17. století zaznamenány na některých žerotínských sídlech. Domnělý původ sehrál svou roli rovněž v úvahách Jana Jáchyma hraběte ze Žerotína o jeho příbuznosti s manželkou ruského velvyslance u císařského dvora, či při stavbě slavnostního castra doloris, které vzniklo v kostele Navštívení Panny Marie v Zašové při příležitosti zádušní mše za Františka Ludvíka hraběte ze Žerotína v létě roku 1731 a jež bylo ozdobeno skulpturou, představující „ruského orla“.
Od konce 19. století, zejména díky pracím Augusta Sedláčka či Moritze Wilhelma Trappa, začalo být na genealogii rodu Žerotínů nahlíženo kriticky. To přineslo přehodnocení rodové mytologie, zavrhlo spojování moravských Žerotínů s českým rodem stejného jména (k čemuž se uchýlil jak Paprocký, tak Calin) a dokázalo, že skutečný původ rodu je nutné hledat mezi potomstvem přerovského markraběcího kastelána Bluda, nikoliv v Rusku či oblastech někdejší Byzantské říše.

## Zenit rodu v 16. a 17. století

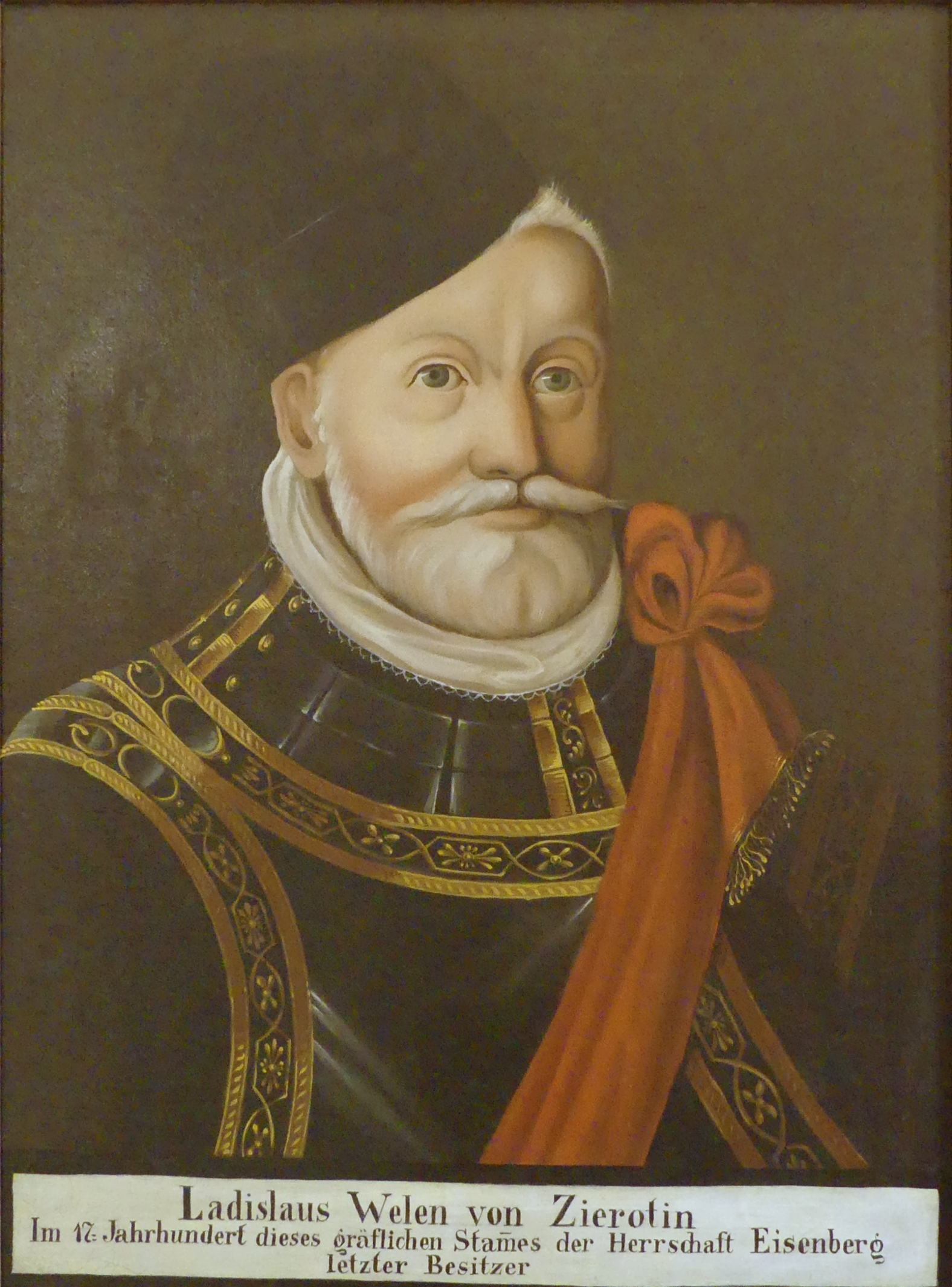
Ladislav Velen ze Žerotína (1579–1638), moravský zemský hejtman 1619–1621

Majetek Žerotínů dosáhl svého největšího rozsahu počátkem 17. století, kdy různým členům rodu patřila řada měst, stovky vesnic a velkostatky o rozloze přes 100.000 hektarů půdy na Moravě i v Čechách. Nejvýznamnějšími pozemkovými vlastníky byli dva výrazní představitelé stavovské opozice Karel starší ze Žerotína a Ladislav Velen. Ladislavu Velenovi patřila panství Břeclav, Moravská Třebová, Zábřeh, Ruda nad Moravou, dále pak nemovitosti v Brně a Olomouci. Ladislav Velen jako radikální exponent stavovského povstání hned po bitvě na Bílé hoře uprchl do exilu, podařilo se mu ale ze svých zámků odvézt část hodnotného mobiliáře. Byl odsouzen ke konfiskaci veškerého majetku, jehož větší část získali Lichtenštejnové. Karel starší ze Žerotína v předbělohorském období vlastnil Přerov, Náměšť nad Oslavou a Rosice, v Čechách mu patřil Brandýs nad Orlicí a kromě toho získal sňatkem Třebíč. Jako umírněný politik uznávaný i císařskou stranou byl ušetřen konfiskačního procesu, na jeho statcích nicméně po Bílé hoře vládly složité poměry dovršené prodejem větší části majetku (Náměšť nad Oslavou, Rosice). Protože zemřel bez mužského potomstva, jeho dědictví pak převzali z větší části Valdštejnové (Třebíč) a vzdáleně příbuzní meziříčští Žerotínové (Přerov). Stavovského povstání se zúčastnil také Vilém Bedřich († 1622) na Starém Jičíně a Hustopečích nad Bečvou. Míra jeho provinění nebyla sice nijak zásadní, přesto byl odsouzen ke ztrátě 4/5 majetku a posmrtně mu byl zabaven Starý Jičín, zatímco nárok na Hustopeče nad Bečvou uhájila vdova Anna Hofmannová. Další ztrátou v pobělohorských konfiskacích byla Strážnice, zabavená potomstvu Kašpara Melichara. Konfiskačním procesem byli postiženi i bratři Jan Jetřich (1585–1645) a Přemyslav II. (1590–1652) z losinské větve, kteří byli odsouzeni ke ztrátě tří čtvrtin majetku na svých panstvích Loučná nad Desnou a Velké Losiny. Právě neúplná konfiskace a dlouholeté dohady o finanční vyrovnání skončily nakonec tím, že se později svého dědictví mohli ujmout a Přemyslav II. se stal předkem pozdější hraběcí linie žijící na Moravě a v Uhrách až do 20. století. 

## Žerotínové v 17.–20. století

### Meziříčská větev

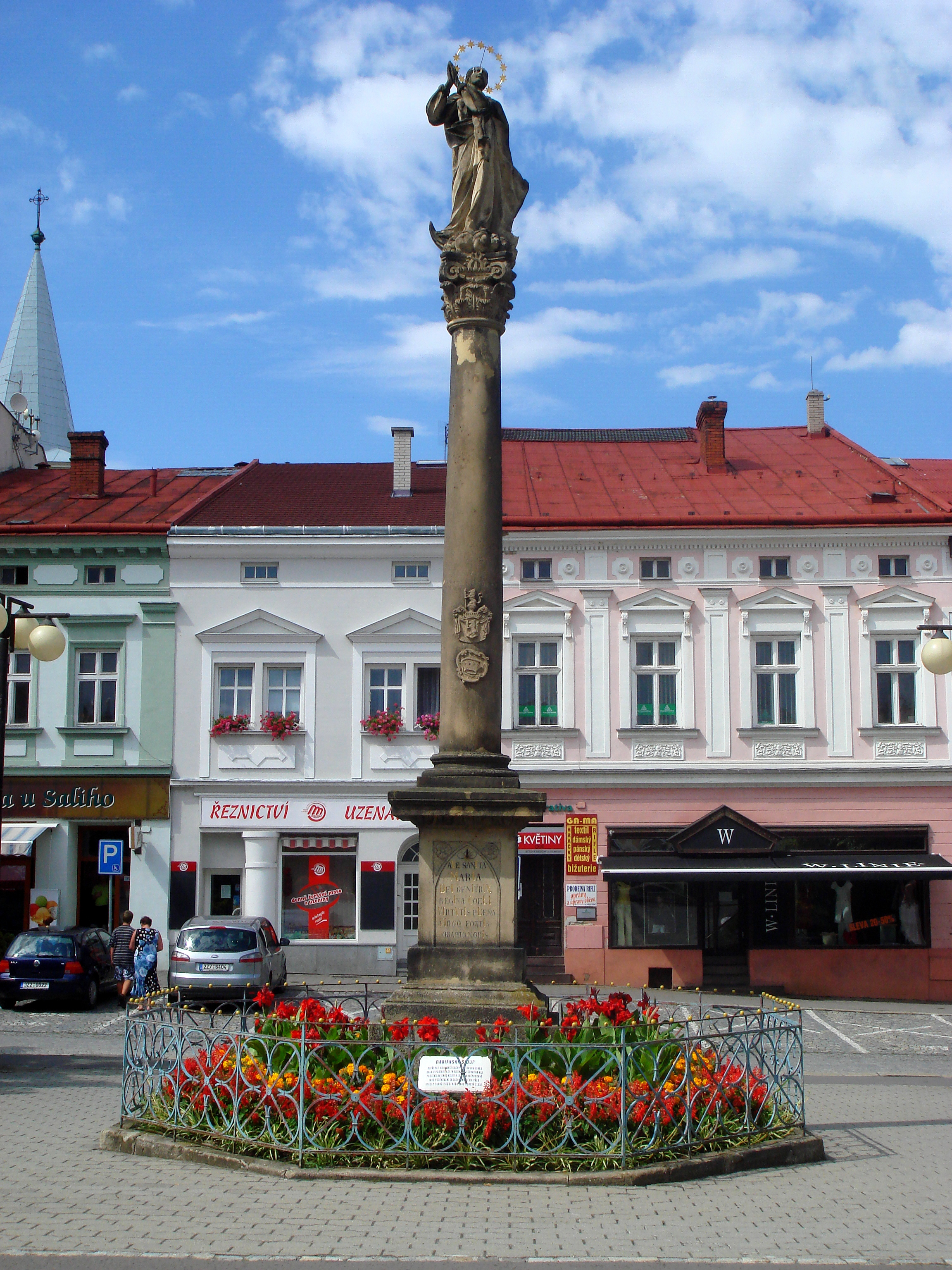
Mariánský sloup ve Valašském Meziříčí, vztyčený v 70. letech 17. století z iniciativy Františky Eleonory ze Žerotína

Pobělohorského konfiskačního procesu byla ušetřena tzv. meziříčská větev, jejíž reprezentant Baltazar († 1644) byl v době povstání nezletilý a po konverzi na katolickou víru mohl převzít Valašské Meziříčí, Krásno nad Bečvou a Rožnov pod Radhoštěm. Po Karlu starším později zdědil navíc Přerov (1636) a nakonec na Moravě zastával funkci nejvyššího zemského sudího (1643–1644). Z jeho synů nejstarší Karel Jindřich († 1688) vlastnil Přerov a Ivanovice na Hané, byl moravským zemským sudím a hejtmanem přerovsko-bruntálské čtvrti Olomouckého kraje. Mladší z Baltazarových synů, přísedící manského soudu biskupa olomouckého Bernard Ferdinand († 1692), držel panství Rožnov-Krásno a biskupské léno Valašské Meziříčí. Spolu se svou druhou manželkou, Františkou Eleonorou (roz. Podstatskou z Prusinovic, † 1689), usilovali o rekatolizaci svých východomoravských statků, přičemž v 70. letech 17. století dali na meziříčském náměstí vztyčit mariánský sloup a roku 1685 financovali stavbu poutní kaple Panny Marie Mariazellské, jež vyrostla při místním farním kostele. Po Bernardově smrti byl majetek rozdělen mezi dceru Marii Alžbětu Sidonii ovdovělou hraběnku z Rödernu († 1699) a Maxmiliána Františka ze Žerotína z losinsko-vízmberské linie rodu. 

### Falkenberská větev

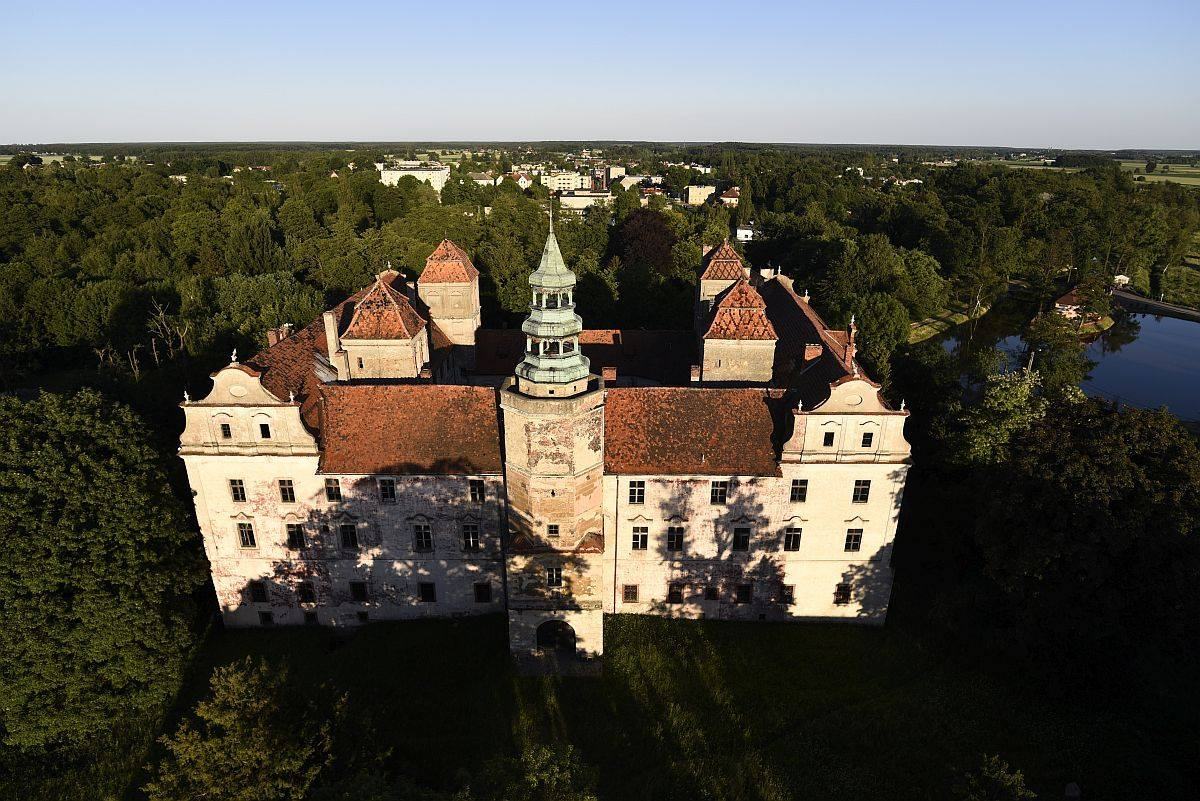
Zámek Falkenberg v Polsku

Baltazarův mladší bratr Bernard († 1655) získal statky ve Slezsku, díky nimž se jeho potomstvo označuje jako falkenberská linie podle bývalého Falkenberského knížectví. Protože Žerotínové nebyli knížata, knížectví bylo sníženo na svobodné stavovské panství Falkenberg (dnešní Niemodlin v Polsku), ale jeho majitelé měli práva podobná slezským knížatům.  Z této linie pocházel Karel Jindřich (1672–1716), jenž po zesnulém Maxmiliánovi Františkovi ze Žerotína dědil v roce 1706 panství Rožnov-Krásno. Zde inicioval výstavbu poutního kostela v Zašové a jeho jméno dodnes připomíná také název nově založené obce Velké Karlovice. Jeho bratr František Ludvík († 1731) zastával zemské úřady ve Slezsku, držel hraběcí titul a mimo jiné také založil trinitářský klášter v Zašové a upravoval zámek ve Valašském Meziříčí. Posledním potomkem této linie byl jeho nejmladší syn Michael Josef († 1779). Po jeho smrti přešly statky v Beskydech na losinsko-vízmberskou linii, kterou tehdy reprezentoval Ludvík Antonín (1723–1808), pokračující ve stavebních úpravách zámku ve Valašském Meziříčí. Statky ve Slezsku včetně panství Falkenberg přešly sňatkem Michaelovy sestry Marie Anny na rod Pražmů z Bílkova. 

### Losinsko-vízmberská větev

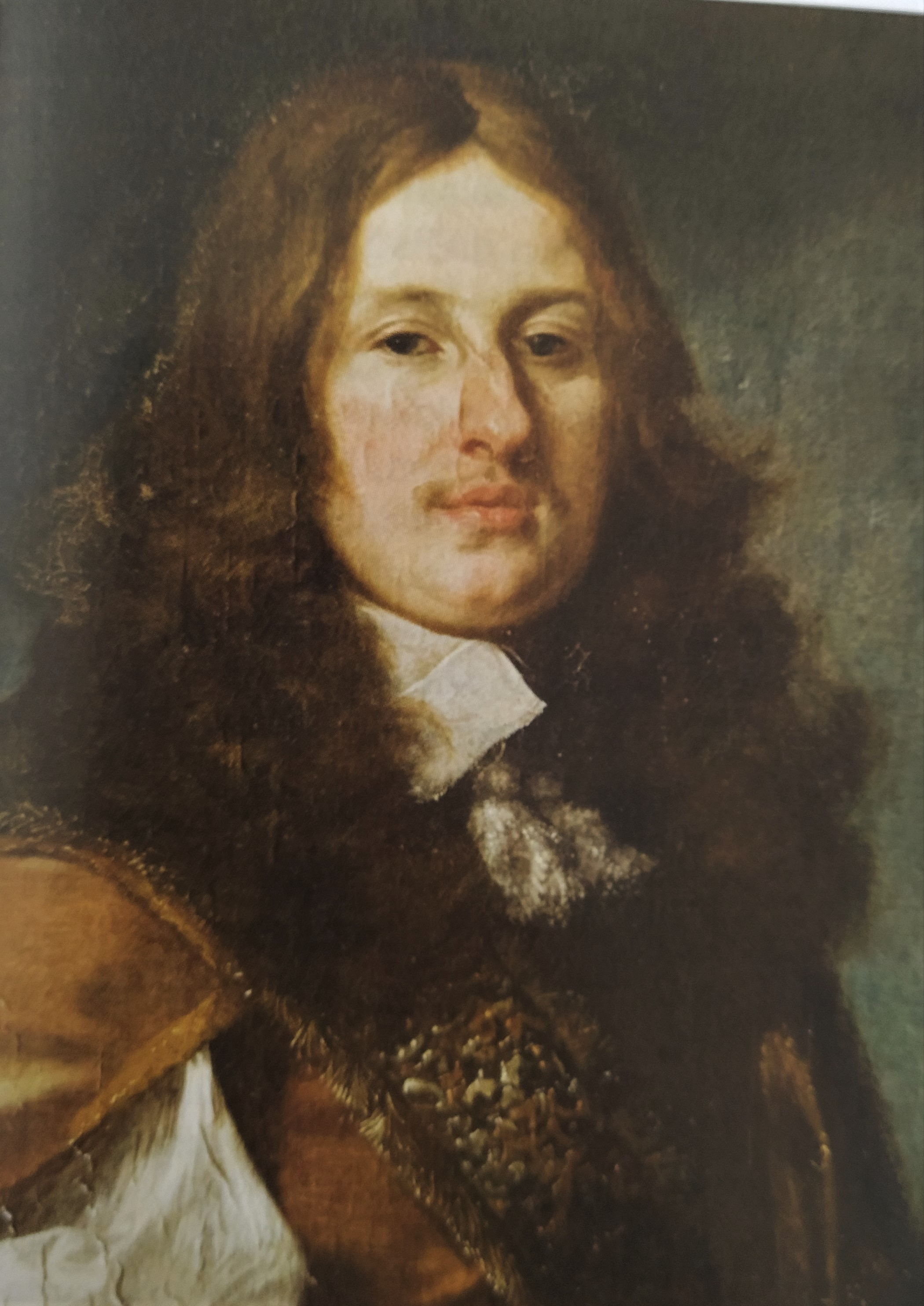
Přemyslav III. ze Žerotína

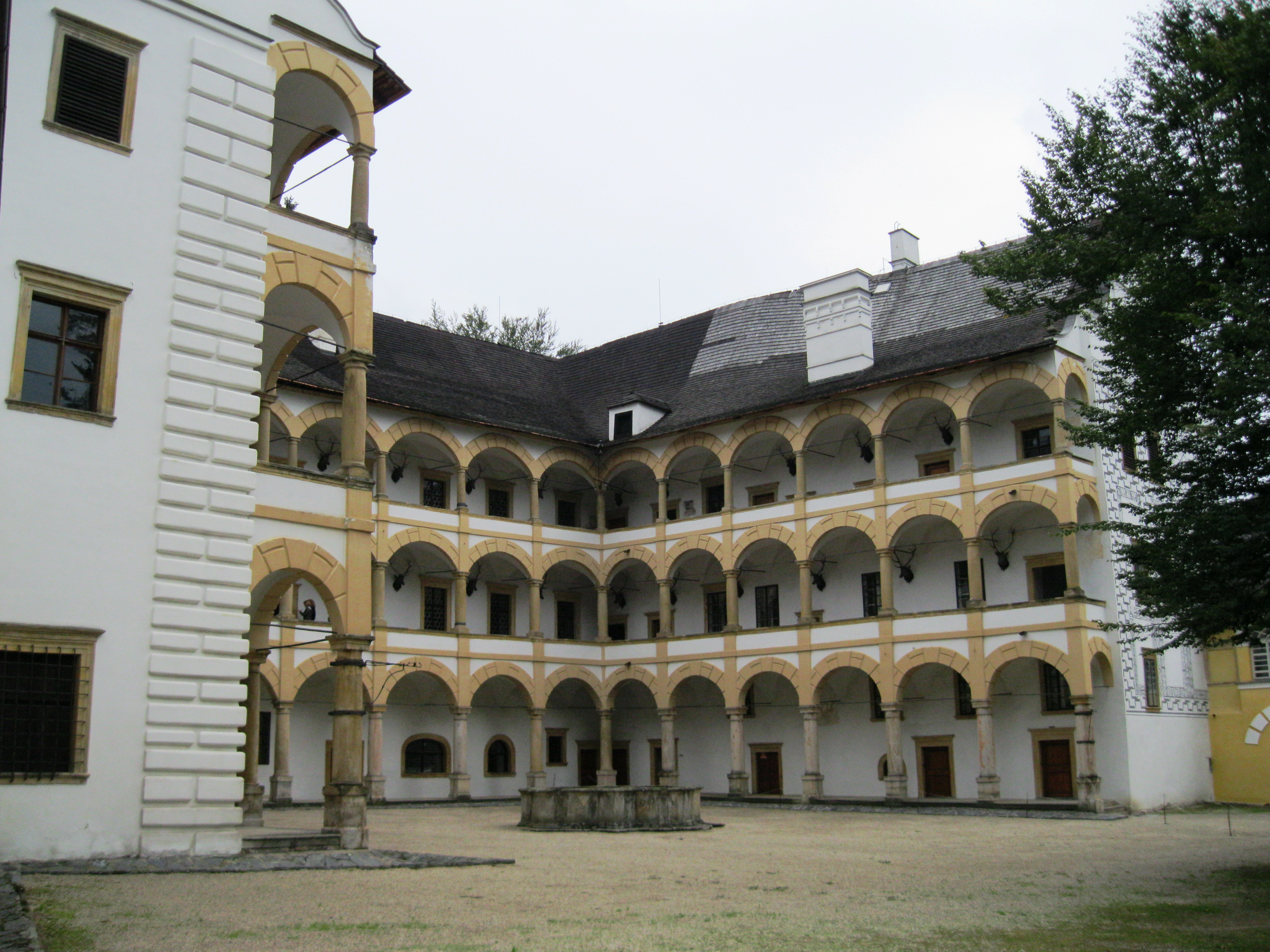
Nádvoří zámku ve Velkých Losinách

Předkem pobělohorské hraběcí větve Žerotínů byl Jan mladší, zvaný Losinský († 1608), který vlastnil Velké Losiny a nechal zde postavit renesanční zámek. Byl čtyřikrát ženatý, pokračovateli rodu byli dva synové z posledního manželství Jan Jetřich (1585–1645) a Přemyslav II. (1590–1652). Oba bratři se zúčastnili stavovského povstání a podporovali aktivity svého vlivného příbuzného Ladislava Velena, Přemyslav měl mimo jiné za manželku dceru předáka českých stavů Jáchyma Ondřeje Šlika. V procesu pobělohorských konfiskacích byli odsouzeni ke ztrátě tří čtvrtin majetku. Dvorská komora však panství Velké Losiny a Loučná nad Desnou zabavila celé s tím, že bratrům Žerotínovým bude vyplacena finanční náhrada ve výši 86 000 zlatých. Zkonfiskovaná panství převzal vratislavský biskup arcivévoda Karel a po něm pozdější císař Ferdinand III. Ani jeden z nich neměl prostředky na vyplacení náhrady, proto dostali Žerotínové nabídku, že si panství mohou ponechat s podmínkou, že naopak oni vyplatí komoře 100 000 zlatých. Další podmínkou byla konverze na katolickou víru, což Žerotínové odmítli a po vydání Obnoveného zřízení zemského odešli z Moravy. Jednání o finančním vyrovnání ze strany dvorské komory se protahovala, takže později se mohli vrátit a za ztížených podmínek své majetky znovu spravovat. Přemyslav II. zdědil po starším bratru Janu Jetřichovi i jeho podíl a do smrti zůstal samostatným majitelem Loučné i Velkých Losin. O jeho stále nestabilní pozici mezi moravskou šlechtou svědčí fakt, že byl pochován tajně až tři měsíce po své smrti. 
Po úmrtí Přemyslava II. dostali jeho synové Karel Jindřich a Přemyslav III. (1629–1673) nekompromisní lhůtu tří měsíců k přestupu na katolickou víru, což byla podmínka k udržení majetku. Po určitém váhání se katolíkem stal nakonec mladší Přemyslav III., který převzal i podíl svého staršího bratra Karla Jindřicha (†1682), jenž se vystěhoval do Slezska na panství Witostowice. Přemyslav III. pak krátce nato přikoupil panství Třemešek (1654) a po dlouhé době se mohl začít aktivně věnovat správě statků, jejichž majetkoprávní statut byl od konce stavovského povstání značně nepřehledný. Přemyslav III. byl přísedícím moravského zemského soudu, ale jeho postavení stále nedosahovalo předbělohorské slávy rodu. Nedlouho před smrtí zakoupil panství Drahanovice u Olomouce (1671). Po Přemyslavově předčasném úmrtí spravovala majetek za nezletilé syny Maxmiliána Františka (1662–1706) a Jana Jáchyma jejich teta Angela Sibylla z Galle (1620–1695). Hraběnka z Galle jako regentka žerotínských statků na severní Moravě povolala do Velkých Losin Jindřicha Bobliga a byla nepřímou iniciátorkou nechvalně proslulých čarodějnických procesů. 

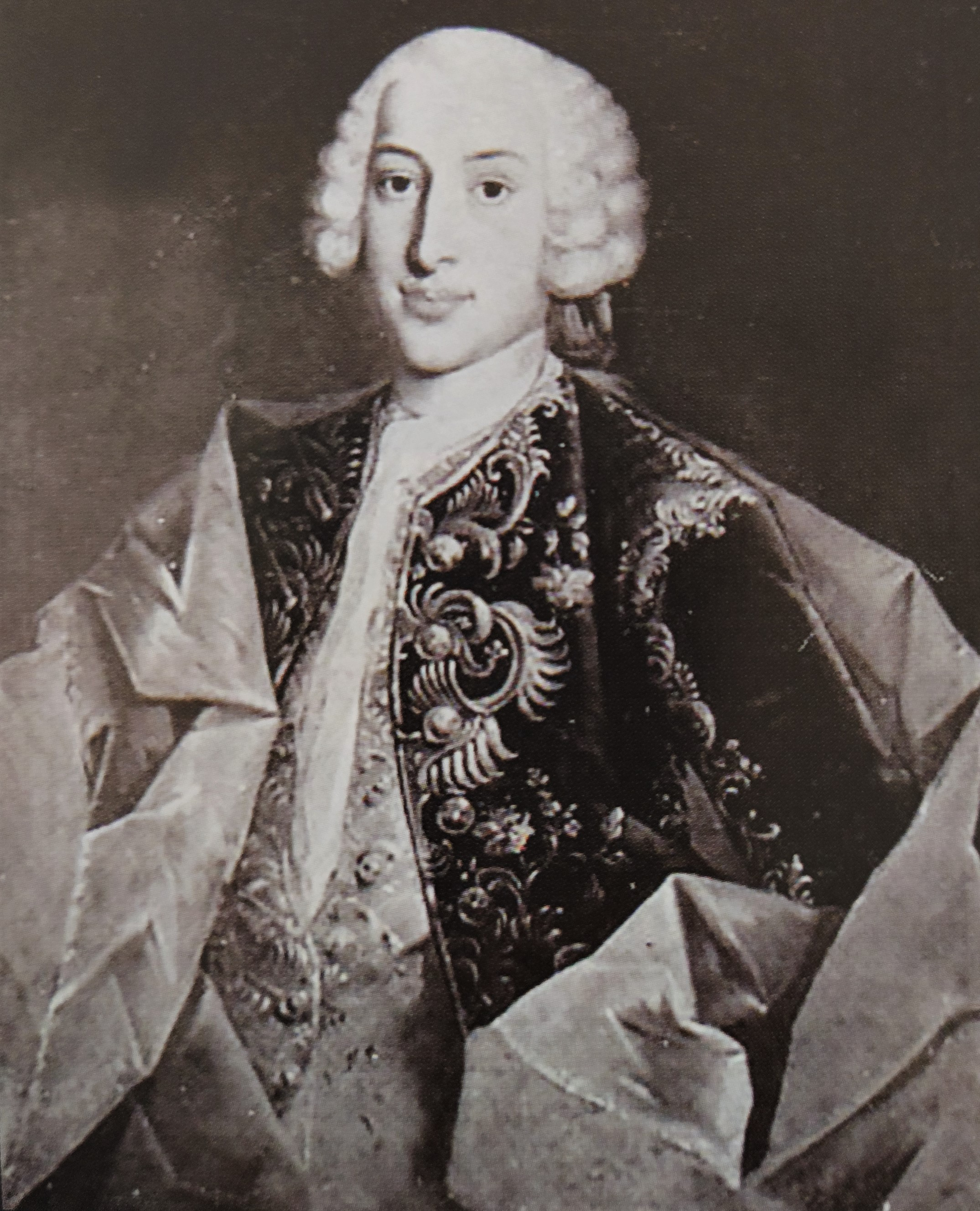
Hrabě Josef Karel ze Žerotína (1728–1814), nejvyšší sudí a nejvyšší komoří Moravského markrabství

Společensky a majetkově přivedl Žerotíny znovu mezi přední moravskou šlechtu Jan Jáchym (1667–1716), který od mládí působil jako komorník u dvora arcivévody Josefa. Po otci zdědil Velké Losiny a Třemešek, v roce 1700 převzal od staršího bratra Loučnou nad Desnou, roku 1706 zdědil biskupské léno Valašské Meziříčí a nakonec ještě v roce 1710 přikoupil Bludov, který se tak již potřetí dostal do rodového majetku. Sňatkem s Ludovikou Vilemínou z Lilgenau († 1737) získal navíc další panství Prusy ve Slezsku. Díky tomu, že se od mládí pohyboval v bezprostřední blízkosti arcivévody Josefa, po jeho nástupu na trůn obdržel říšský hraběcí titul (1706), který mu později císař Karel VI. potvrdil i pro České království (1712).
Ze tří synů Jana Jáchyma se jako jediný dožil dospělosti Jan Ludvík (1691–1761), který se po převzetí dědictví soustředil na vyrovnání dluhů z doby otcova nákladného společenského života. Jan Ludvík byl zdatným hospodářem a svá panství přivedl k ekonomickému rozkvětu, což mu umožnilo investovat mimo jiné i do církevních staveb. Po úmrtí své matky Ludoviky, rozené z Lilgenau, požádal o povolení spojení jmen a erbu obou rodů a na základě císařského majestátu se od roku 1740 psal jako říšský hrabě ze Žerotína, svobodný pán z Lilgenau. Jeho tři synové se v roce 1761 rozdělili o dědictví. Nejstarší Jan Karel (1720–1776) převzal Loučnou nad Desnou a statky ve Slezsku. Působil ve službách pruského krále Fridricha II. jako dvorní intendant hudby a pro dluhy v roce 1770 prodal Loučnou. Ludvík Antonín (1723–1808) byl c. k. komořím a moravským zemským soudcem a ze svého dědického podílu prodal v roce 1802 Velké Losiny, svůj zájem ale soustředil na panství Rožnov-Krásno, které zdědil v roce 1779 po vymření falkenberské větve rodu. K tomuto panství patřilo téměř 10.000 hektarů půdy, převážně lesů v Beskydech. Rezidencí panství byl zámek ve Valašském Meziříčí, který za Ludvíka Antonína prošel dalšími úpravami. Dědičkou Valašského Meziříčí byla dcera Marie Josefa (1771–1857), provdaná Fürstenbergová, která panství prodala v roce 1815 Kinským. Nejmladší z bratrů Josef Karel (1728–1814) byl na Moravě nejvyšším sudím (1773–1776) a nejvyšším komořím (1776–1781). Vlastnil Bludov, ale sídlil také na zámku Třemešek, který prodal v roce 1771 sestře Antonii, provdané Stillfriedové.
Další významnou osobností veřejného života na Moravě byl František Josef ze Žerotína (1772–1845), syn a dědic Josefa Karla. Byl c. k. komořím, tajným radou a dlouholetým prezidentem Hospodářské společnosti moravskoslezské (1828–1845). Po prodeji několika rodových majetků na přelomu 18. a 19. století se hlavním sídlem stal Bludov, který jím zůstal až do roku 1945 (sem byly také převezeny umělecké sbírky z Velkých Losin), jeho potomkům zůstala i menší část velkostatku Valašské Meziříčí. Františkův syn Zdeněk Arnošt Otto (1812–1887) sloužil v armádě a střídal pobyty v Bludově, Valašském Meziříčí a Brně. Byl zvolen prvním starostou obcí Bludov a Poličná. Jeho starší syn Přemyslav František (1848–1908) po sňatku přestoupil na protestantskou víru a s manželkou se odstěhoval do Uher, načež byl svým otcem vyděděn ve prospěch mladšího Karla Emanuela.  Uplatnil se v administrativě oravského komposesorátu a jeho sídlem se stal zámek v obci Veličná (Nagyfalu), kde byl rovněž pohřben. Přemyslavův syn Přemyslav Karel (1885–1915), ženatý s Augusztou Kubinyi de Felsökubini és Nagyolaszi (1887–1968), opět přijal katolictví a zahynul za první světové války na Dálném východě při útěku z ruského zajetí. Posledním mužským potomkem rodu Žerotínů byl jeho jediný syn Ladislav Petr Pavel (1912–1985), maďarský husarský důstojník, který zemřel v Rakousku. Z jeho dvou manželství vzešly dvě dcery, Livia Augusta provdaná Klinger (1942–2016) a Eva Maria provdaná Treichl (* 1956), jejichž rodiny dosud žijí v Německu a Rakousku.

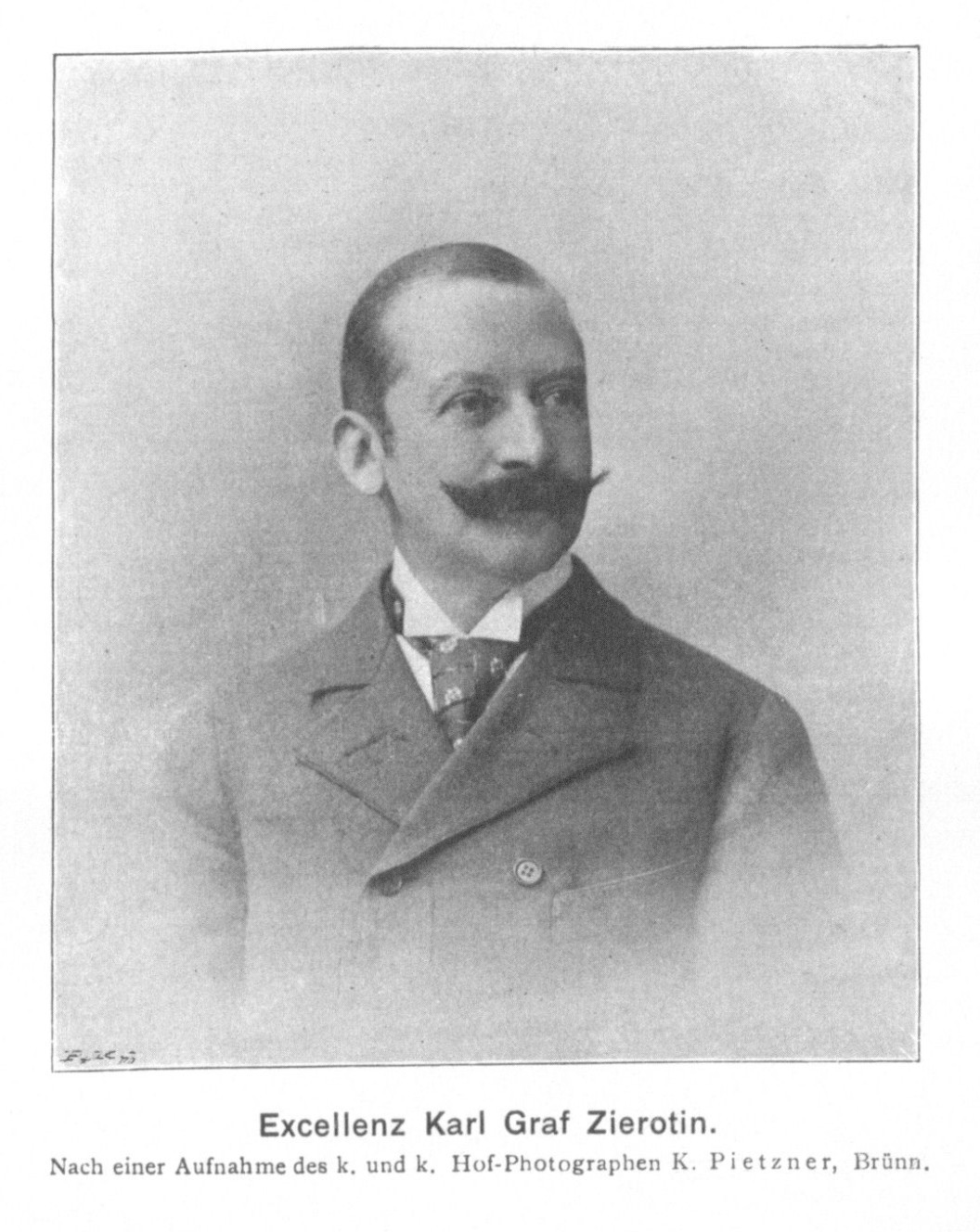
Hrabě Karel Emanuel ze Žerotína (1850–1934), místodržitel na Moravě 1900–1906

Posledním představitelem Žerotínů na Moravě a zároveň historicky poslední výraznou osobností rodu byl Zdeňkův mladší syn Karel Emanuel (1850–1934), který byl aktivní v politice jako poslanec říšské rady a moravského zemského sněmu. V letech 1900–1906 moravským zemským místodržitelem, poté žil v soukromí na svých statcích. Oženil se se svou neteří Zdenkou Podstatskou-Thonsernovou (1875–1947) a měl s ní tři dcery, kterým byl velkostatek v Bludově v roce 1945 zabaven na základě Benešových dekretů. Hned po roce 1945 se sestry Markéta (provdaná von Arco), Gabriela (provdaná von Stein) a Helena začaly soudit s Československou republikou s argumentem, že k německé národnosti byly přihlášeny bez svého vědomí otcem a svůj spor v roce 1950 vyhrály. Potomstvo Heleny (1903–1985), provdané Mornsteinové, nakonec po Sametové revoluci obhájilo své nároky a Karel Mornstein-Zierotin (* 1939) získal v roce 1999 v restitucích polovinu bludovského velkostatku, druhou polovinu pak získal od obce. 
Česká mincovna vydala v roce 2016 sadu čtyř stříbrných a zlatých pamětních mincí, zobrazujících podobizny Plichty ze Žerotína (který ale pocházel z rodu českých pánů ze Žerotína), Karla staršího ze Žerotína, Alžběty Juliány z Oppersdorfu (manželky Přemyslava III. ze Žerotína) a Karla Emanuela ze Žerotína.

## Erb

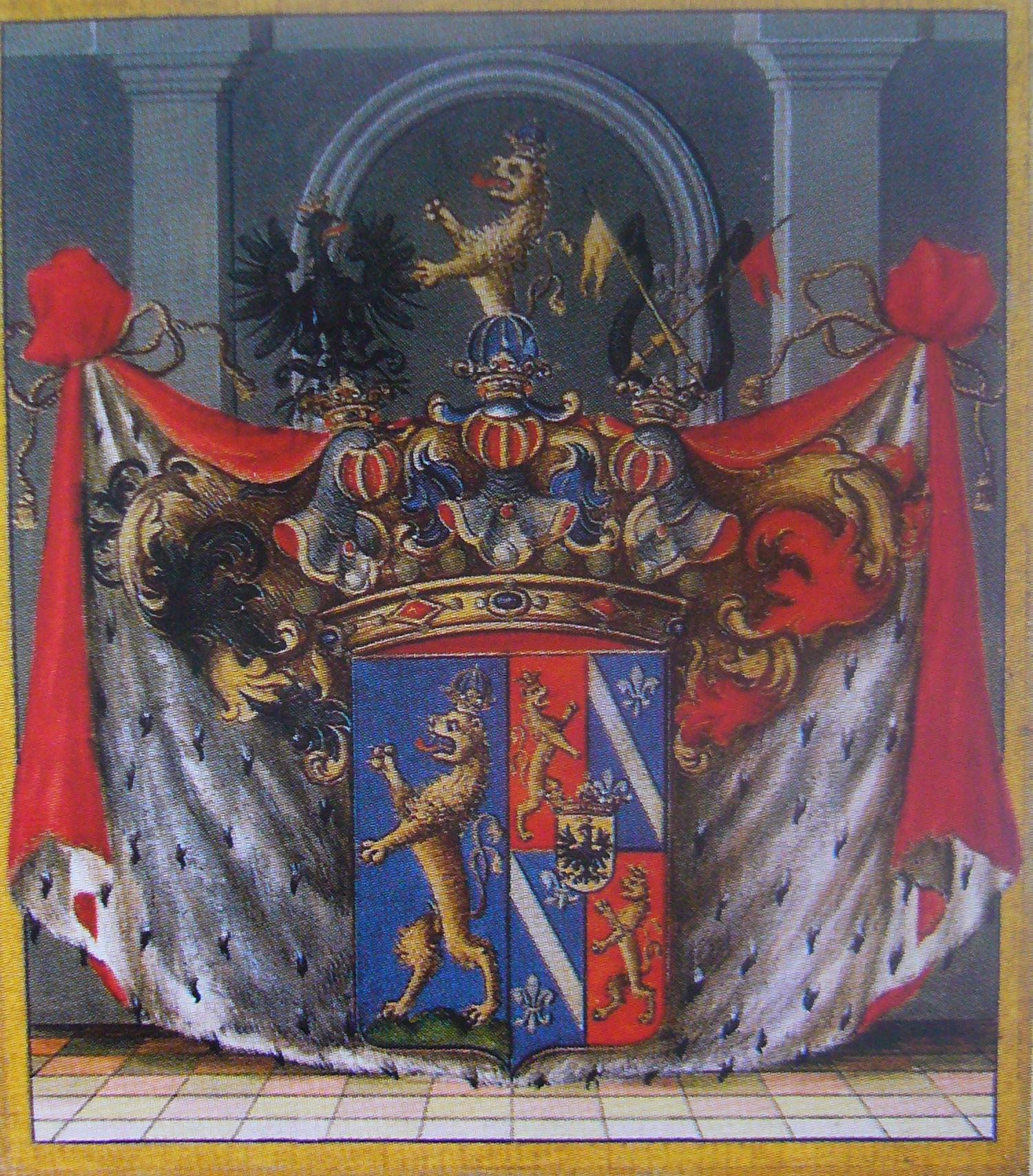
Erb hrabat ze Žerotína po spojení s erbem svobodných pánů z Lilgenau na majestátu císaře Karla VI. (1740)

Barvy erbu jsou popisovány různě, avšak zpravidla je v červeném štítě černý korunovaný dvouocasý lev na stříbrném kamenném trojvrší. Černý lev spočívající na červeném štítě je charakteristickým příkladem porušování zásady, jež zakazuje pokládání heraldických barev na barvy. Nejstarší podobu erbu zachycují otisky pečetních typářů z konce 13. století, patřící vladykům z Čistého Slemene a Šumvaldu, kteří podobně jako Žerotínové vzešli z rozrodu přerovského kastelána Bluda. Při povýšení Jana Jáchyma ze Žerotína do hraběcího stavu (1706) získal klenot, vycházející z obloučkové koruny lemované hermelínem, podobu černého vyrůstajícího lva jako ve štítě, přičemž přikryvadla byla červeno-černá. Erb spočíval na hermelínovém plášti, splývajícím z helmovní koruny. Při spojení s erbem svobodných pánů z Lilgenau (1740) byly barvy žerotínského erbu stanoveny jako zlatý lev na modrém poli, vyrůstající ze stříbrného trojvrší, ale tyto barvy se nevžily a později nebyly používány ani oficiálně.

## Nejvýznamnější členové rodu
- Blud z Bludova  (druhá polovina 12. století – počátek 13. století), první písemně doložený předek Žerotínů, zakladatel obce Bludov (okres Šumperk)
- Jan starší ze Žerotína († 1499) položil základy majetkového a společenského vzestupu rodu. Byl podporovatelem politiky Jiřího z Poděbrad a mimo jiné zastával funkce purkrabího na hradě Edelštejně a nejvyššího moravského sudího.
- Karel ze Žerotína (1509–1562), polní maršál, bojovník proti Turkům, ve službách císaře Karla V. bojoval v Tunisku, Uhrách, Srbsku a proti Šmalkaldskému spolku
- Kašpar Melichar ze Žerotína (1559–1628), poradce císaře Ferdinanda II. a zakladatel zámku Nové Dvory
- Karel starší ze Žerotína (1564–1636), významný moravský politik předbělohorského období, v letech 1608–1615 zastával post moravského zemského hejtmana. Autor bohaté korespondence a majitel rozsáhlé knižní sbírky. Jeho jméno je uvedeno na fasádě Národního muzea v Praze mezi jmény dalších 72 význačných osobností české historie.
- Viktorin ze Žerotína (1570–1611), nejvyšší písař moravský, přísedící moravského zemského sudu a manského soudu biskupa olomouckého, komorník a kráječ arcivévody Maxmiliána Habsburského. Dokončil stavbu renesančního zámku v Hustopečích nad Bečvou.
- Ladislav Velen ze Žerotína (1579–1638) působil aktivně na straně stavů v době stavovského povstání, přičemž byl zvolen moravským zemským hejtmanem. Před rokem 1618 se věnoval správě svých panství na severozápadní Moravě; jeho sídelní město Moravská Třebová se na přelomu 16. a 17. století stalo střediskem vzdělanosti, kde se obklopoval lékaři, astronomy, přírodovědci či alchymisty. Po prohrané bitvě na Bílé hoře odešel do Uher a patřil k hlavním představitelům české emigrace.
- Bartoloměj ze Žerotína († 1640), syn Ladislava Velena ze Žerotína, voják švédské armády a účastník bitev u Lützenu (1632) a Nördlingenu (1634).
- Bernard ze Žerotína († 1655), studentský rektor Univerzity Karlovy (1614) a majitel stavovského panství Falkenberg ve Slezsku.
- Angela Sibylla z Galle, rozená ze Žerotína (†1695), podporovala inkviziční tribunál Jindřicha Františka Bobliga z Edelstadtu během čarodějnických procesů na Šumpersku.
- Jan Jáchym ze Žerotína (1667–1716), skutečný císařský komorník, roku 1706 povýšen císařem Josefem I. do říšského hraběcího stavu.
- Karel Jindřich ze Žerotína († 1716), plukovník falcko-neuburského kyrysnického regimentu, majitel Valašského Meziříčí a Rožnova pod Radhoštěm, zakladatel Velkých Karlovic.
- František Ludvík ze Žerotína († 1731), majitel stavovského panství Falkenberg ve Slezsku, zakladatel trinitářského kláštera v Zašové u Valašského Meziříčí a strůjce barokní přestavby zámku ve Valašském Meziříčí.
- Jan Ludvík ze Žerotína (1691–1761), komorník císaře Karla VI. a tajný rada, stavitel zaniklé francouzské zahrady u zámku ve Velkých Losinách. Roku 1740 obdržel polepšený erb a získal povolení používat predikát vymřelého slezského rodu svobodných pánů z Lilgenau, z nějž pocházela jeho matka.
- Jan Karel ze Žerotína (1719–1776), byl directeur des spectacles pruského krále Friedricha II. a přítel Johanna Sebastiana Bacha.
- Ludvík Antonín ze Žerotína (1723–1808), moravský zemský soudce, císařský komoří a dvorní rada, roku 1802 odprodal panství Velké Losiny Lichtenštejnům.
- Josef Karel ze Žerotína (1728–1814), nejvyšší zemský sudí na Moravě 1773–1776, nejvyšší zemský komorník na Moravě 1776–1781
- Anna Marie Hortensie z Hatzfeldu, rozená ze Žerotína (1750–1813), zpěvačka a klavíristka, přítelkyně Mozarta a Beethovena, jejichž díla inspirovala a prováděla[32]
- František Josef ze Žerotína (1772–1845), byl významným moravským hospodářským činitelem a předsedou Hospodářské společnosti moravské a slezské.
- Matylda Dubská z Třebomyslic (1808-1887), rozená Žerotínová, zakladatelka první dětské nemocnice na Moravě
- Karel Emanuel ze Žerotína (1850–1934), byl v letech 1900–1906 moravským místodržícím a poté dědičným členem Panské sněmovny.

## Rodové větve
- Falkenberská (Bernard, 1650–1779), vyčlenila se z větve meziříčské, po roce 1779 přešla většina majetků na větev losinsko-vízmberskou.
- Fulnecko-bludovská (Jan starší, 1463–1499)
- Losinsko-vízmberská (Přemyslav II., 1590–1985)
- Meziříčská (Bernard, 1561–1692), po roce 1692 přešly majetky na větev losinsko-vízmberskou.
- Náměšťská (Fridrich, 1505–1544)
- Starojičínská (Vilém starší, 1540)
- Strážnická (Jan, 1481–1531)

## Sídla a panství
V průběhu dějin jim patřila mimo jiné panství:
- Alt Kemnitz (Stara Kamienica) ve Slezsku
- Bludov
- Buchlov
- Brandýs nad Orlicí
- Bruntál se zámkem a hradem Rabštejn
- Břeclav
- Drahanovice
- Dřevohostice
- Falkenberg (Niemodlin) ve Slezsku
- Fulnek
- Holešov
- Hustopeče nad Bečvou se zámkem
- Ivanovice na Hané
- Kolín
- Kolštejn
- Krásno nad Bečvou
- Lešná
- Moravská Třebová
- Náměšť nad Oslavou
- Napajedla
- tvrz v Nemili u Zábřeha
- Nový Jičín
- Prauß (Prusy) ve Slezsku
- Přerov
- Rosice
- Rožnov pod Radhoštěm
- Ruda nad Moravou
- Schönjohnsdorf (Witostowice) ve Slezsku
- Strážnice
- Starý Jičín
- Štramberk
- Šumperk
- zámek Tatenice
- Tillowitz (Tułowice) ve Slezsku
- zámek Třemešek
- Valašské Meziříčí
- Velké Losiny
- Vízmberk (Loučná nad Desnou)
- Zábřeh se zámkem
- Zvole s tvrzí
- Židlochovice

## Galerie žerotínských sídel

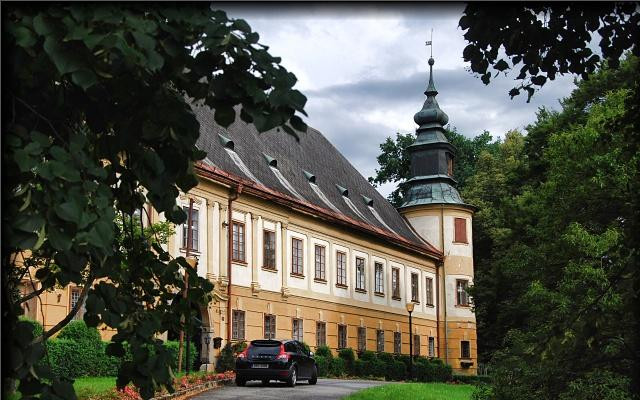
Zámek Bludov
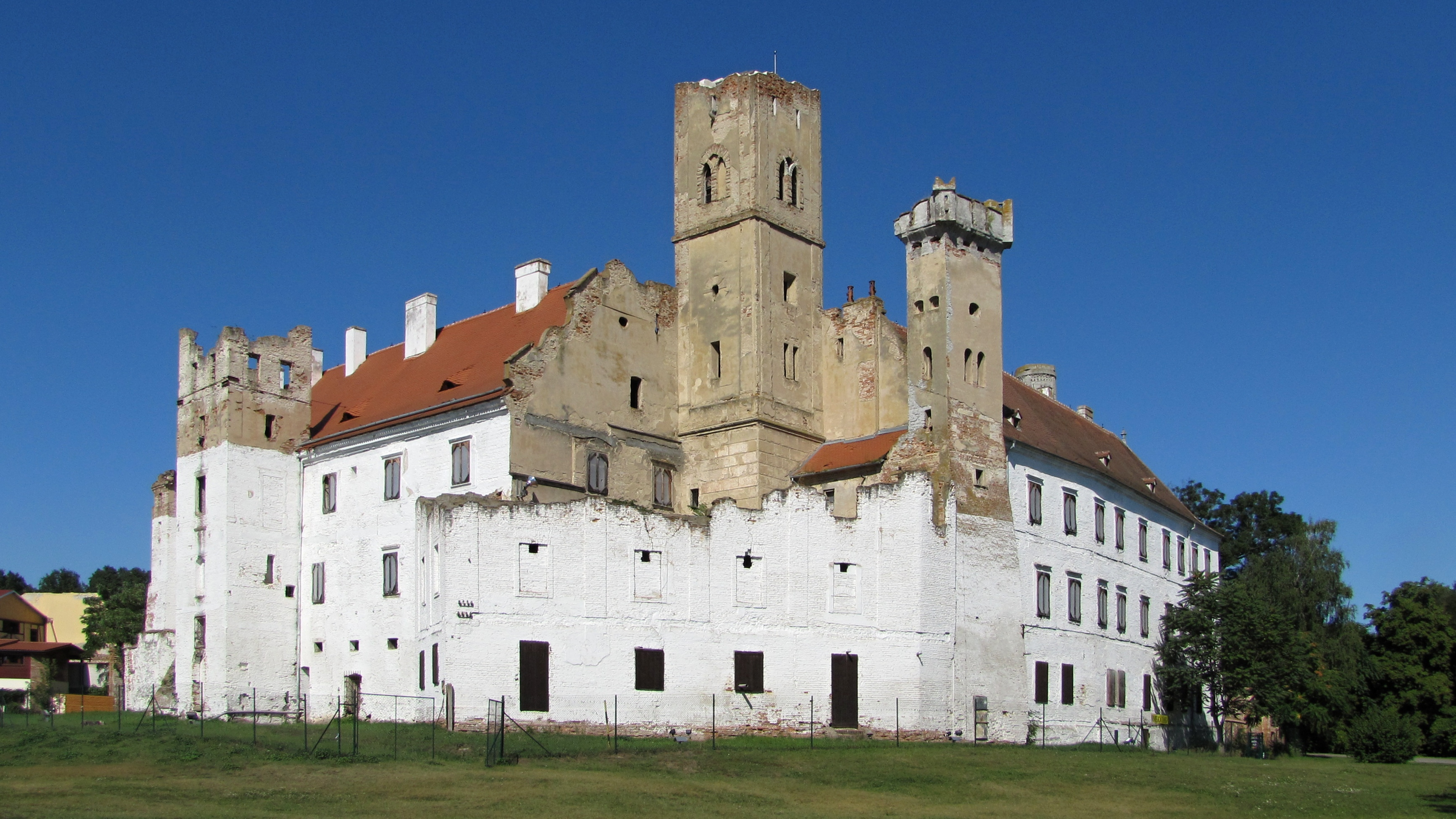
Zámek Břeclav
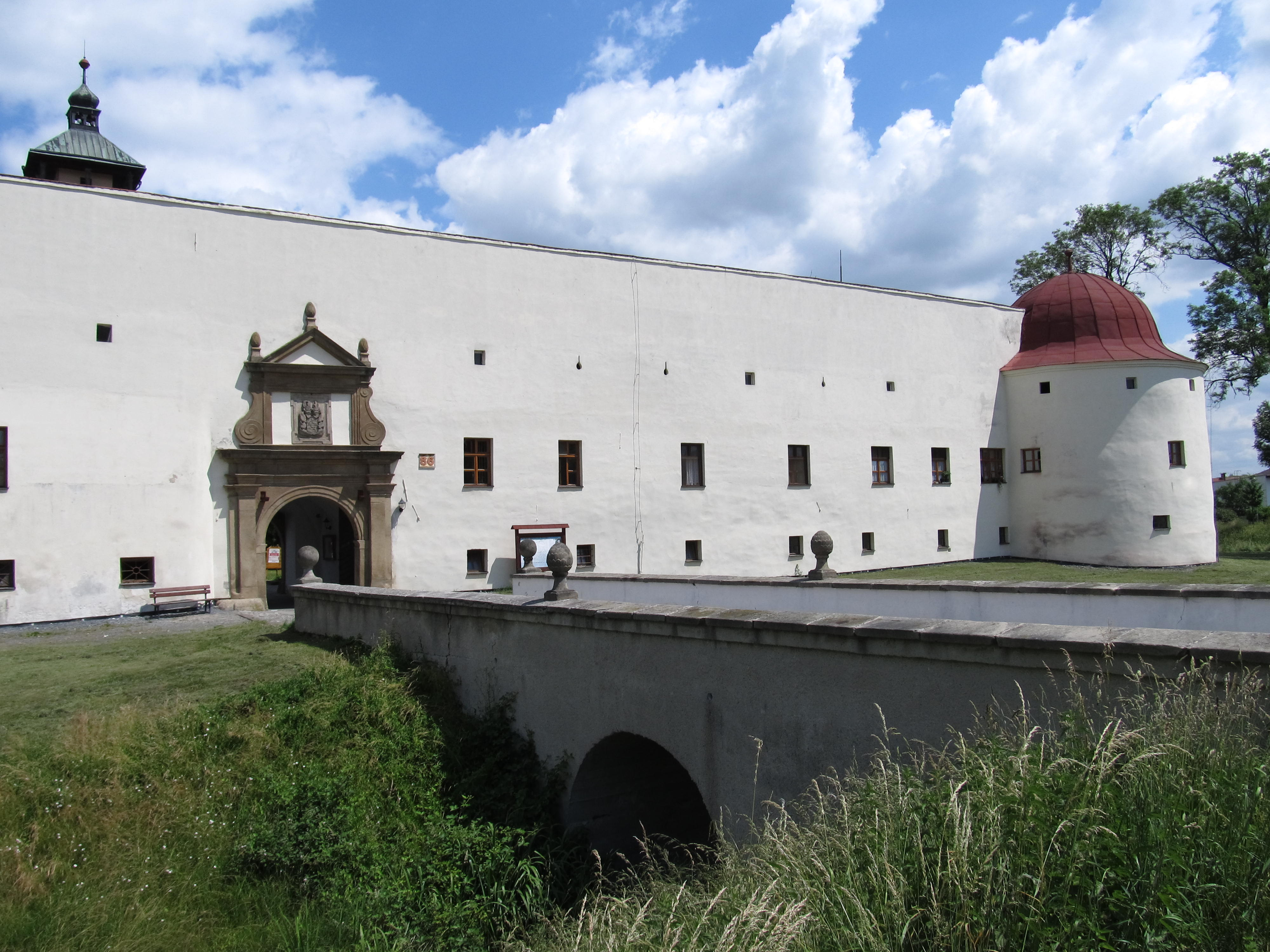
Zámek Dřevohostice
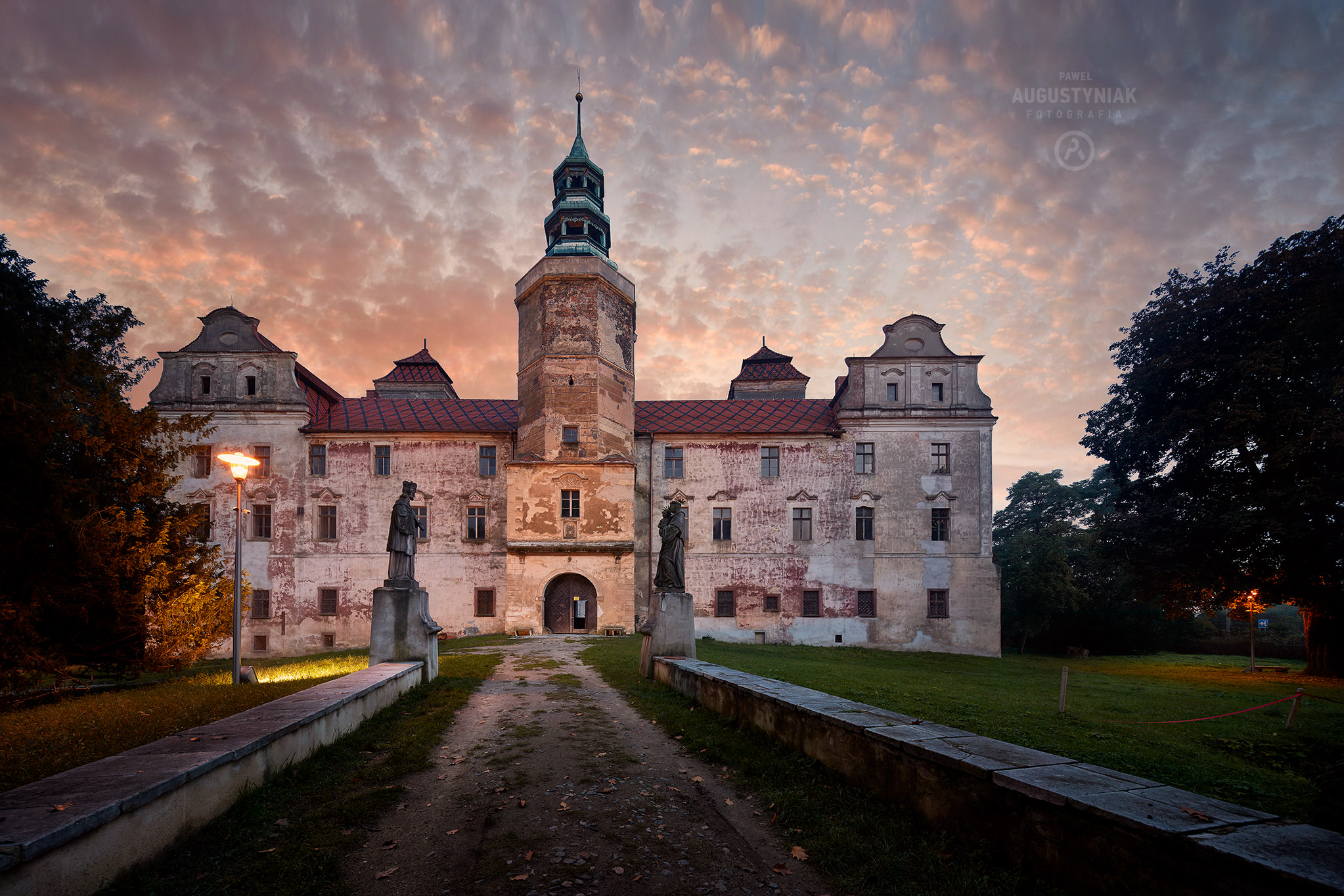
Zámek Falkenberg (Niemodlin)
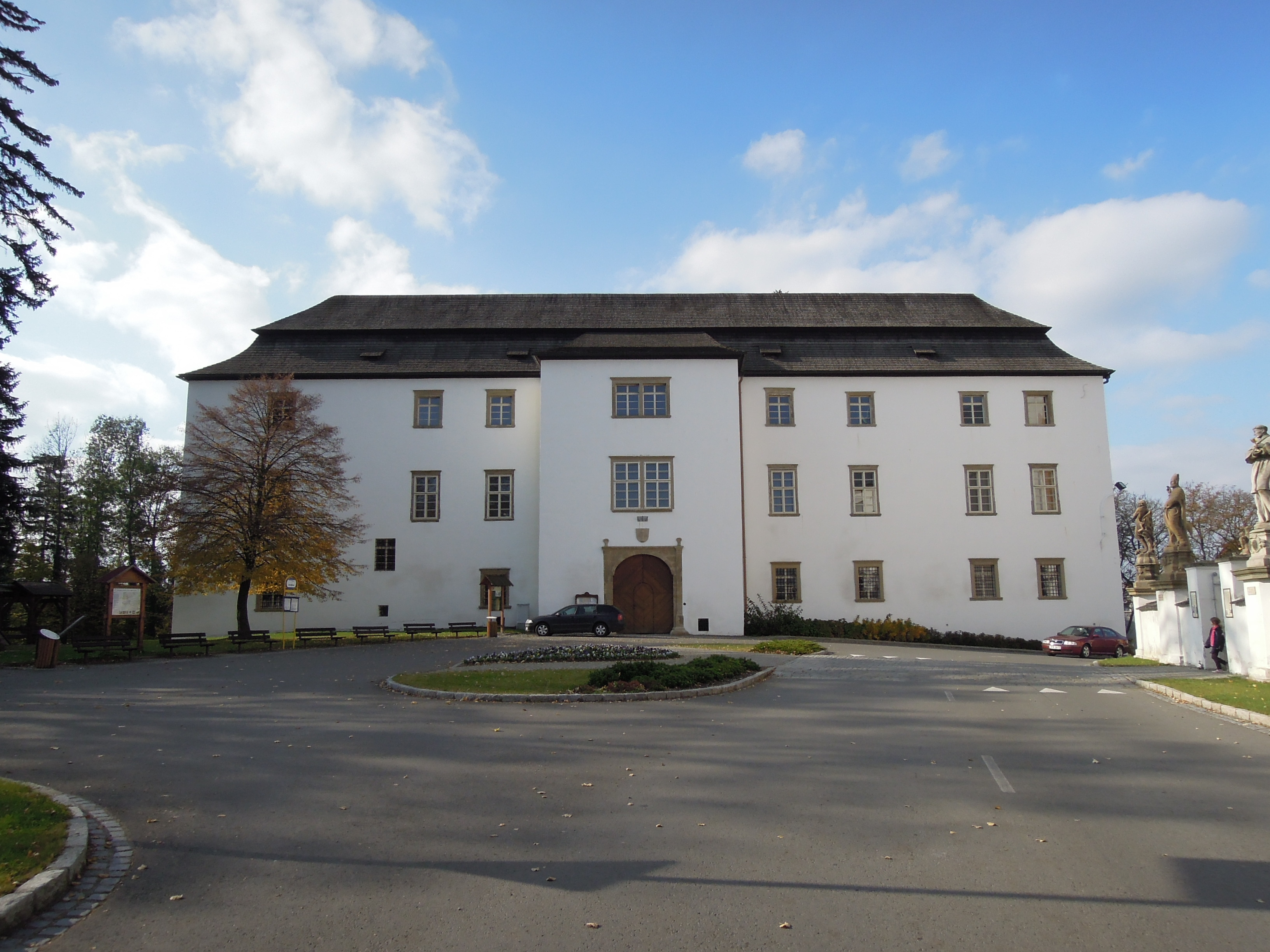
Zámek Hustopeče nad Bečvou
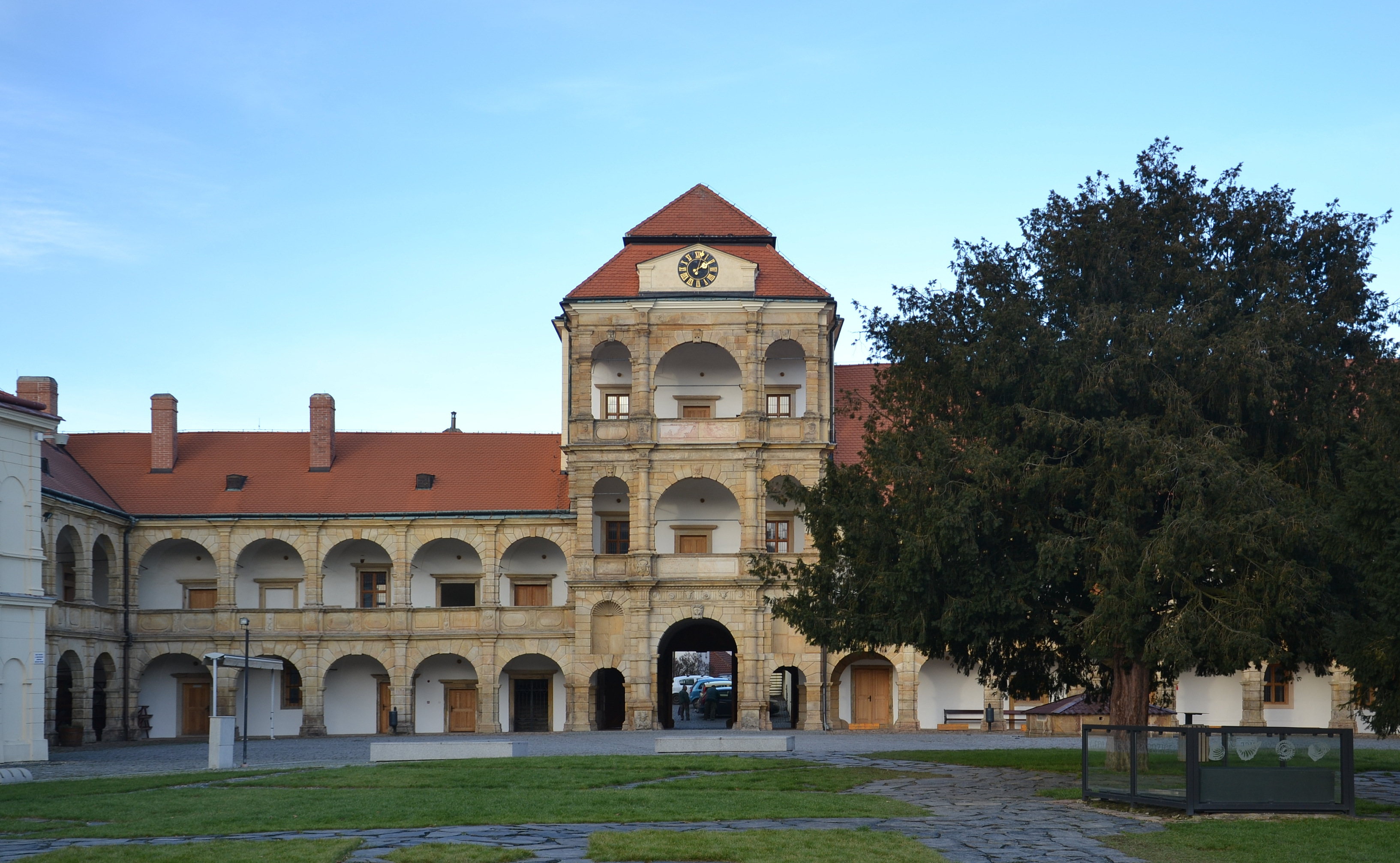
Zámek Moravská Třebová
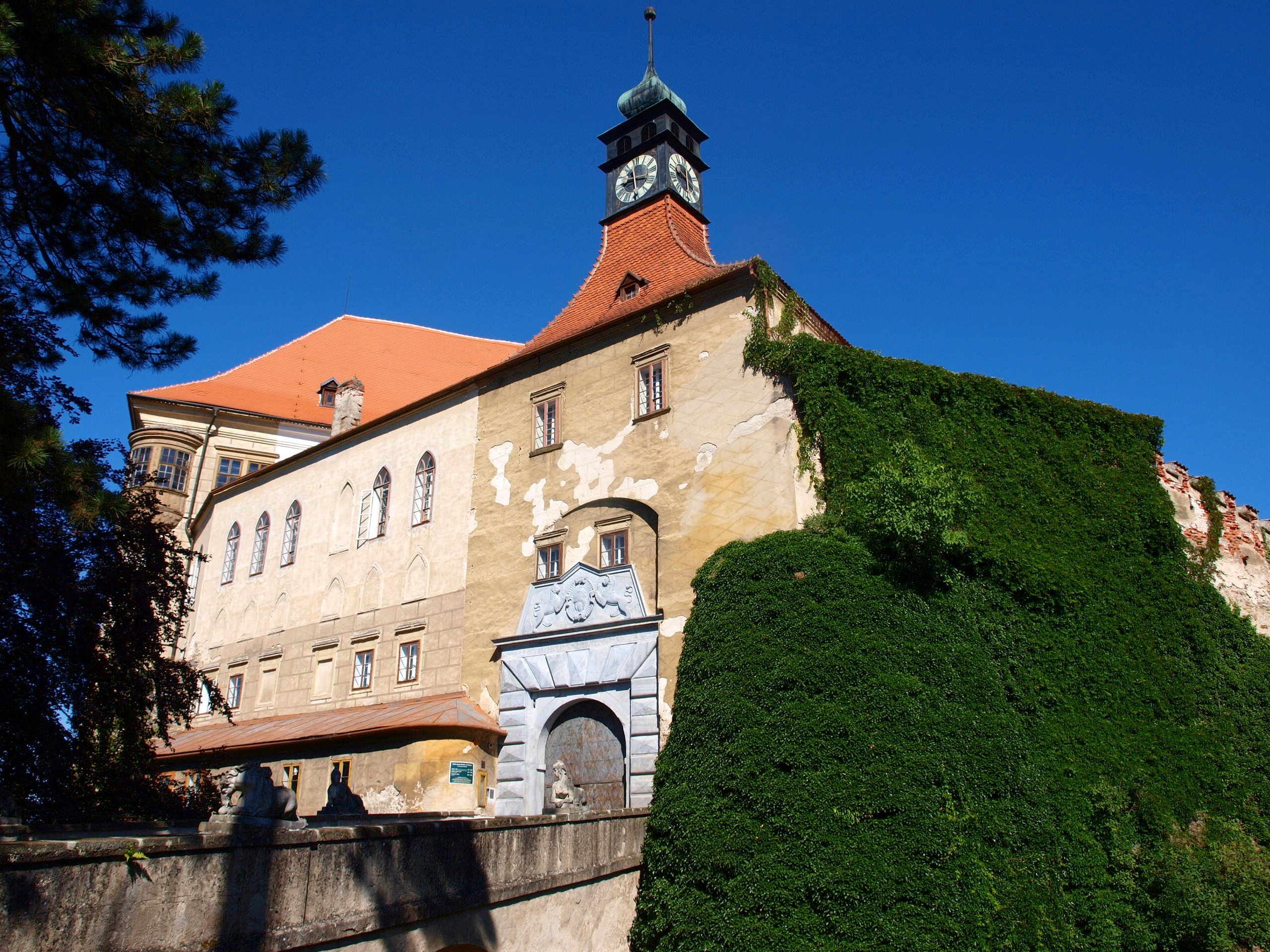
Zámek Náměšť nad Oslavou
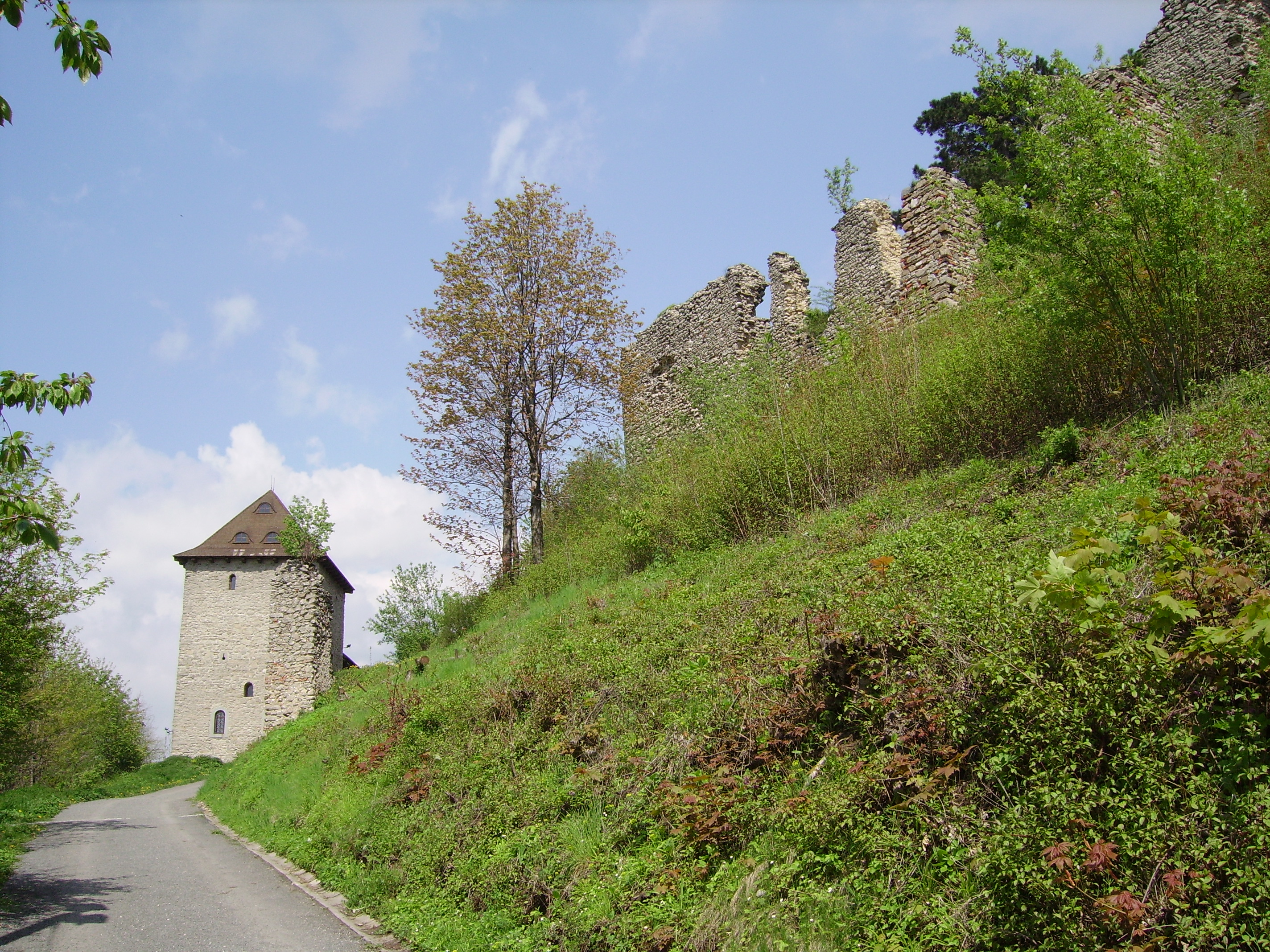
Hrad Starý Jičín
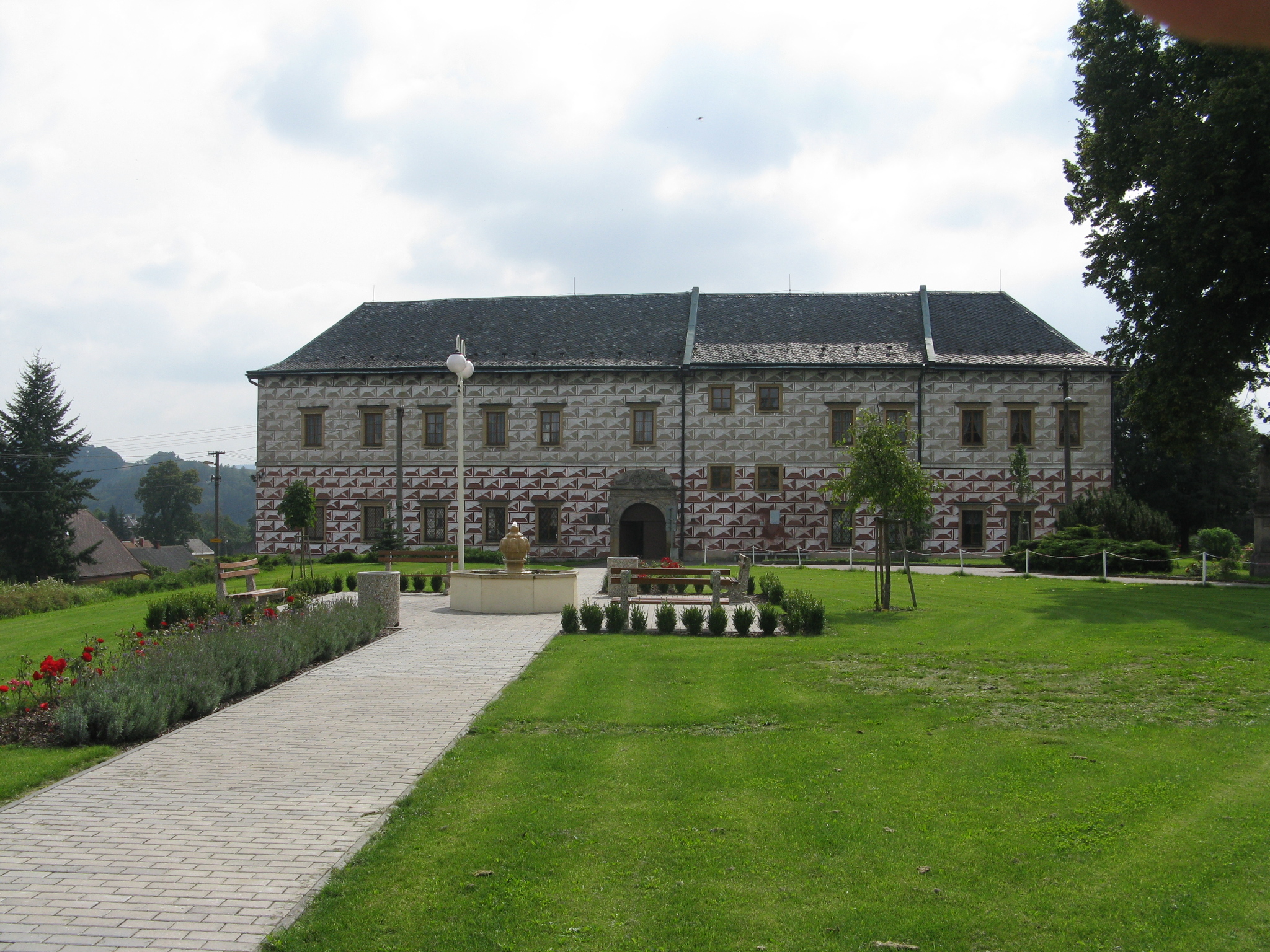
Zámek Tatenice
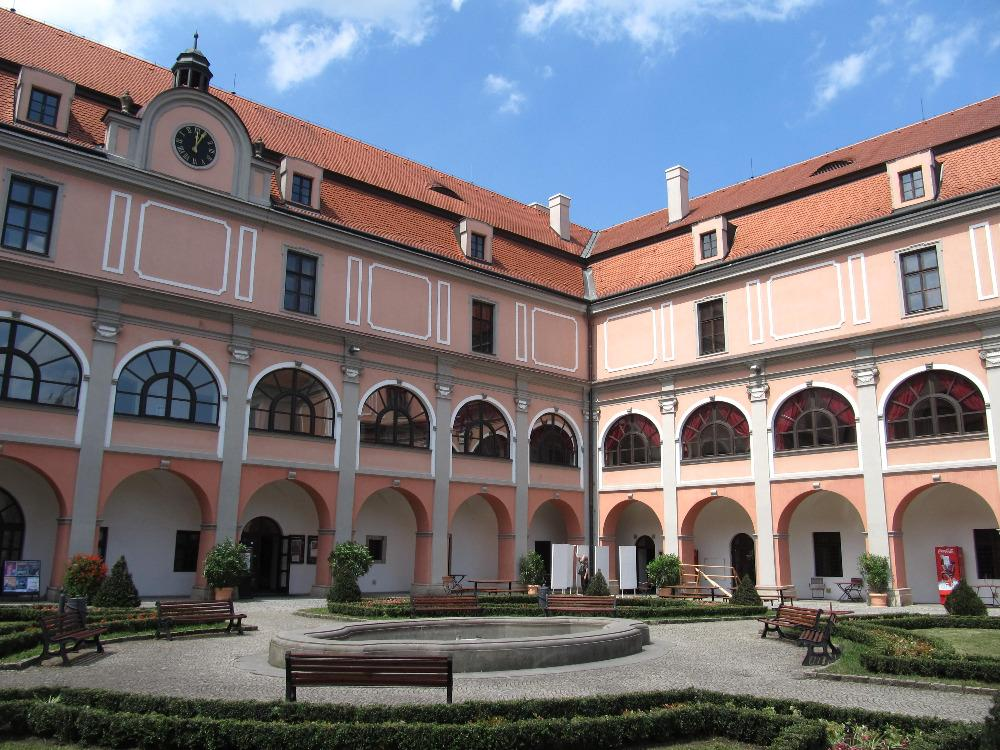
Zámek Valašské Meziříčí
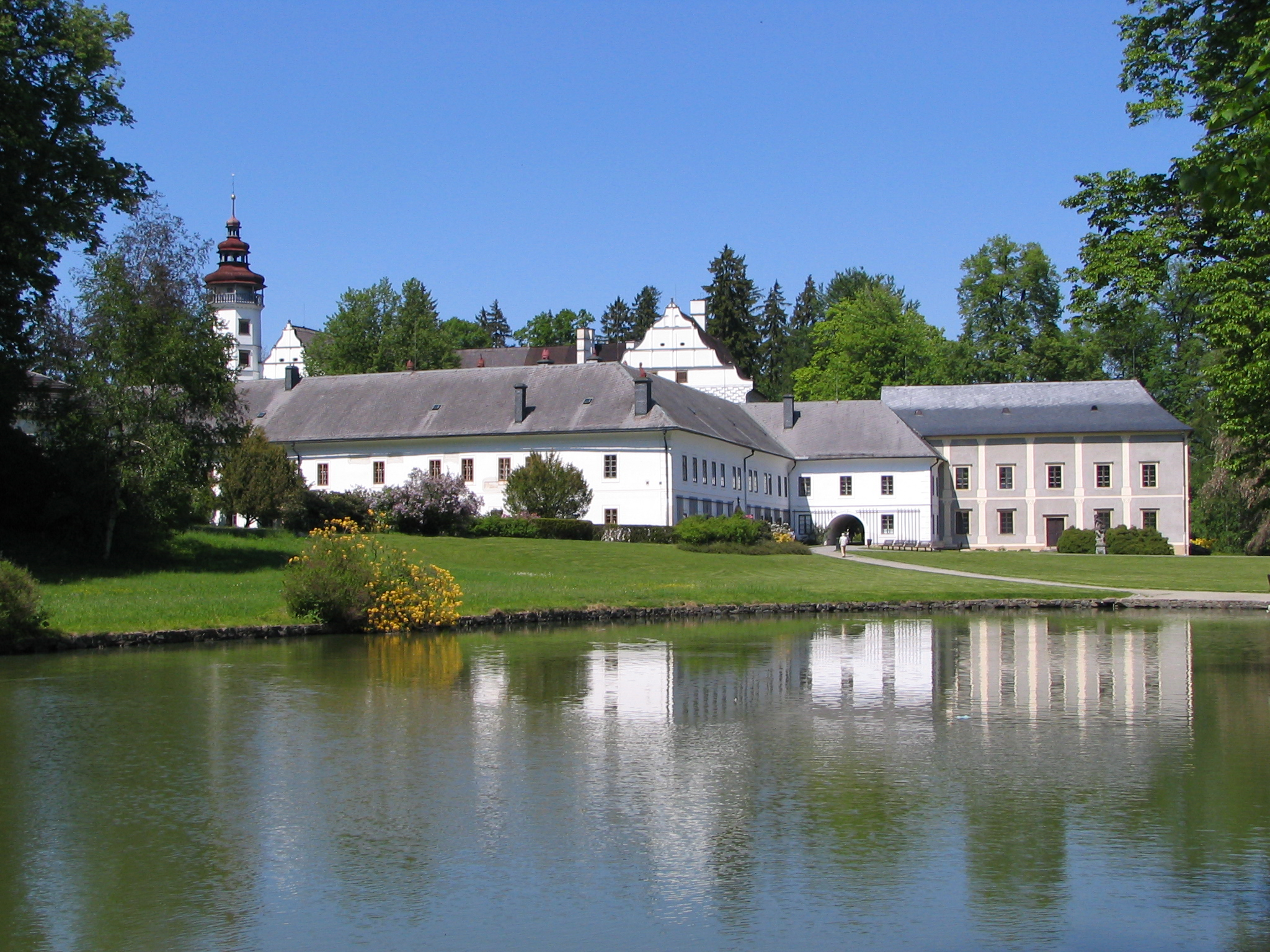
Zámek Velké Losiny
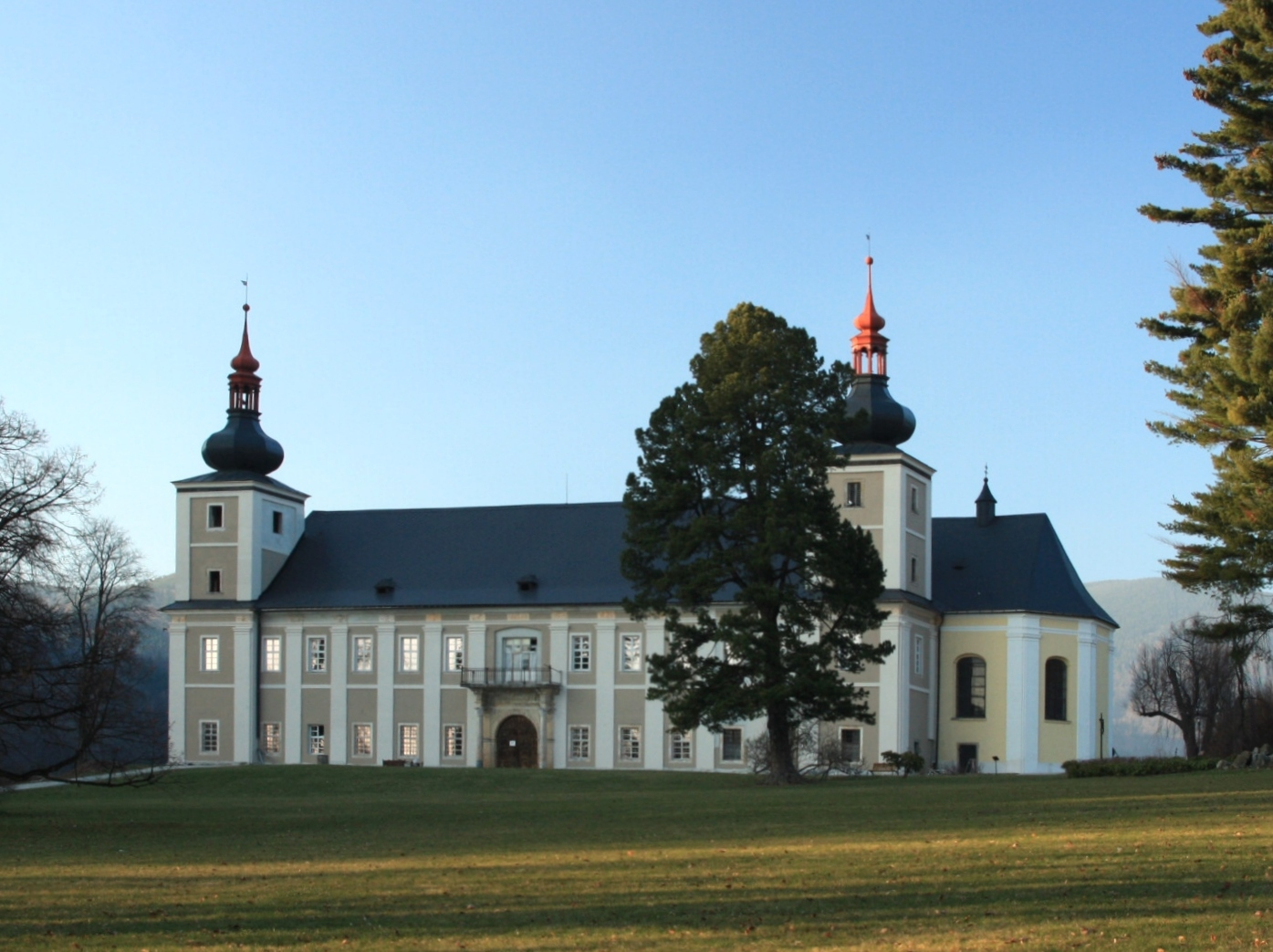
Zámek Vízmberk (Loučná nad Desnou)